# Projet d'aéroport du Grand Ouest
Cet article ne traite pas des différents projets aéroportuaires du Grand Ouest français ni de la société Aéroports du Grand Ouest chargée de l'exploitation des aéroports de Loire-Atlantique.
Le projet d'aéroport du Grand Ouest ou de Nantes-Notre-Dame-des-Landes est une opération, lancée en 1963 et abandonnée en 2018, destinée à assurer la desserte des régions Bretagne et Pays de la Loire en répondant à la saturation prévisible de l'aéroport international de Nantes-Atlantique en transférant ses activités commerciales sur un nouvel aéroport au nord-ouest de Nantes.
L'aéroport est projeté durant la période de forte croissance économique, à partir de 1963. L'emprise du projet est prévue dans les documents d'urbanisme depuis 1974 et concerne les communes de Notre-Dame-des-Landes, Vigneux-de-Bretagne, Fay-de-Bretagne, Grandchamp-des-Fontaines et Treillières. Mis en sommeil après les chocs pétroliers de 1973 et 1979, le projet est relancé en 2000 pour « valoriser la dimension internationale et européenne du Grand Ouest ». En 2002 est créé le « syndicat mixte d’études de l’aéroport de Notre-Dame-des-Landes », prolongé en 2011 par le « syndicat mixte aéroportuaire du Grand Ouest » regroupant 20 collectivités locales de Bretagne et des Pays de la Loire. La déclaration d'utilité publique de l'aéroport date du 9 février 2008. En 2010, l'ouverture était prévue en 2017.
Le coût du projet s'élevait officiellement à 556 millions d'euros hors taxes (estimation en 2010) dont 43,3 % sont directement subventionnés par l'État et les collectivités locales. La déclaration d'utilité publique (DUP) du projet d’aéroport et de sa desserte routière concernait 1 650 hectares dont 1 239 ha pour la concession aéroportuaire constituée par les installations aéroportuaires (776 ha) et par deux espaces consacrés à des mesures environnementales (environ 463 ha). La superficie du projet était composée essentiellement de réserves foncières constituées dans le cadre de la zone d'aménagement différé (ZAD) définie en 1974 et non urbanisées depuis. Deux zones naturelles d'intérêt écologique, faunistique et floristique (ZNIEFF), à savoir les bois et landes de Rohanne et des Fosses Noires et les bois, landes et bocage au Sud-Ouest de Notre Dame-des-Landes, couvrant respectivement 42 et 153 hectares, auraient été détruites si l'aéroport avait été construit.
L'opposition au projet d'aéroport s'est organisée à partir de 1972 et a donné lieu à de vives controverses locales (dont la ZAD de Notre-Dame-des-Landes) et nationales entre ses partisans et ses opposants. D'après ces derniers, le projet ne se justifiait pas économiquement, l'estimation des coûts était sous-estimée (le coût des constructions ferroviaires accompagnant le projet, même si elles n'auraient pas desservi seulement l'aéroport, aurait dû être pris en compte,) et il était donc préférable de moderniser l'aéroport actuel de Nantes-Atlantique. Cette opposition est parfois comparée à la lutte du Larzac ayant empêché l'extension d'un camp militaire après dix ans de mobilisation, de 1971 à 1981,,. En novembre 2012, le Premier ministre Jean-Marc Ayrault décide de repousser d'environ six mois les premiers travaux alors prévus en 2013 et crée une « commission du dialogue ». De nombreux recours en justice sont déposés par opposants mais sont rejetés et, en 2016, une consultation locale en Loire-Atlantique approuve le transfert à 55 %.
Le 1er juin 2017, le gouvernement d'Édouard Philippe met en place une mission de médiation pour comparer les deux options (construction de Notre-Dame-des-Landes ou modernisation de l'aéroport actuel). Elle rend son rapport en décembre 2017. Le 17 janvier 2018, le Premier ministre Édouard Philippe annonce l'abandon définitif du projet de Notre-Dame-des-Landes.

## Situation géographique et accessibilité
Le site retenu pour l'aéroport est situé à 20 km de Nantes, à 40 km de Saint-Nazaire, à 80 km de Rennes, à 110 km d'Angers, de Vannes et de La Roche-sur-Yon et à environ 400 km des aéroports parisiens d'Orly et de Roissy - Charles de Gaulle. Son accessibilité depuis le Grand Ouest serait assurée par différents projets :
- projet routier : une nouvelle voie d'accès de 12 km est prévue entre la RN 165 (Nantes-Vannes et Nantes-Saint-Nazaire) au nord-ouest du Temple-de-Bretagne et la RN 137 (Nantes-Rennes) à l'ouest de Grandchamp-des-Fontaines au niveau du croisement avec D 326. Il s'agirait d'une route express en 2×2 voies inscrite dans le réseau national et répondant au concept de route apaisée et qui permettra également d'assurer une desserte locale[20] ;
- projets ferroviaires :
  - dans le cadre de la réouverture de la ligne Nantes - Châteaubriant sous la forme d'un tram-train, la construction d'un tronçon partant de La Chapelle-sur-Erdre est prévue pour une mise en service en même temps que l'aéroport, et mettrait celui-ci à 30 minutes de la gare de Nantes[21]. Selon le Schéma de cohérence territoriale (SCOT) de la Métropole Nantes-Saint Nazaire de juillet 2010, celui-ci emprunterait approximativement le tracé de l'ancienne ligne de Blain à La Chapelle-sur-Erdre[22]. Les représentants des collectivités membres du bureau du syndicat mixte aéroportuaire optent le 16 avril 2013, pour cette liaison tram-train[23].
  - À plus long terme, une liaison ferrée rapide Nantes-Rennes/Bretagne-Sud via l'aéroport est envisagée[24]. Il s’agit de la création d’une ligne rapide dans le cadre de l’aménagement de l’Ouest de la France permettant ainsi de rapprocher les deux métropoles régionales, Rennes et Nantes, et d’offrir plus largement aux clientèles des deux régions un accès rapide au nouvel aéroport. Les études sont inscrites dans les contrats de projets des deux régions Bretagne et Pays-de-la-Loire et RFF a lancé les premières études en 2009[réf. nécessaire]. Un débat public a eu lieu au cours de l'année 2015. En novembre 2012, les opposants soulignent qu’aucune réserve financière n’est encore prévue pour les accès ferroviaires envisagés[25].

## Histoire

### Premier projet (1963)
Le projet d’aéroport est né d'une initiative de la DATAR datant de 1963, dans le cadre du projet de métropole d'équilibre, un terme qui désigne une ville (ou un groupe de villes) dont l'importance régionale est destinée à jouer un rôle dans l'aménagement du territoire en France en faisant contrepoids à l'hypercentralisation parisienne. Ces métropoles doivent bénéficier des décentralisations, en particulier dans les secteurs prestigieux (recherche, universités…[Quoi ?]). Les premières métropoles d'équilibre sont créées en 1963 dans le cadre du cinquième plan. L’ensemble Nantes-Saint-Nazaire en fait partie.
La préfecture de la Loire-Atlantique décide en 1965 d’entamer « la recherche d’un nouveau site aéronautique pour les régions Bretagne et Pays de la Loire » également envisagé pour l'accueil des supersoniques Concorde au début des années 1960. Dès 1968, le site de Notre-Dame-des-Landes est identifié comme site préférentiel, notamment grâce à sa situation au nord de Nantes et aux possibilités de desserte routière.
En 1970, le schéma d’aménagement de l’aire métropolitaine Nantes-Saint-Nazaire est validé en Comité interministériel d’aménagement du territoire. En effet, « les différentes études concernant le développement des structures aéroportuaires de l’aire métropolitaine Nantes – Saint-Nazaire ont montré la nécessité de prévoir la création d’un nouvel aérodrome, extensible à la catégorie A, afin de pouvoir satisfaire en temps voulu les besoins de la clientèle des avions long-courriers ». La décision de créer un aéroport intercontinental à Notre-Dame-des-Landes est également confirmée par une mission parlementaire aux États-Unis conduite par le sénateur Michel Chauty en 1970, qui déclarait alors que « la métropole Nantes-Saint-Nazaire pourrait devenir le Rotterdam aérien de l'Europe par la création d'un aéroport international de fret au nord de la Loire ». En 1973, le Schéma directeur de l’équipement aéronautique (SDEA) précise dans sa conclusion qu’il « est indispensable de réserver l’avenir aéronautique des métropoles d’équilibre en permettant à chacune, le moment venu, d’engendrer des liaisons long-courriers. Dans chaque métropole, le choix des sites doit être fait, et le plan de masse établi, en vue d’un possible trafic long-courrier futur ». En 1974, les pouvoirs publics décident de créer, par arrêté préfectoral, une Zone d'aménagement différé (ZAD) à vocation aéroportuaire de 1 225 ha au bénéfice du département de la Loire-Atlantique qui se porte acquéreur des terrains nécessaires à cet équipement.
C'est la crise pétrolière de la décennie 1970, ainsi que l’Association de défense des exploitants concernés par l’aéroport (ADECA), créée en décembre 1972 par les agriculteurs, supposément frappés du syndrome Nimby, et s'opposant au projet d’implantation d’un aéroport à Notre-Dame-des-Landes, qui mettent ce projet en veille pour de nombreuses années. Ce report rappelle les parcours des projets de Mirabel au Canada et de Narita au Japon, également marqués par des ambitions contrariées.

### Relance (2000)
Le projet est réactivé en 2000 sous le gouvernement Lionel Jospin. En effet, le 26 octobre 2000, la décision du Comité interministériel de « réaliser un nouvel aéroport, en remplacement de Nantes-Atlantique, sur le site de Notre-Dame-des-Landes afin de valoriser la dimension internationale et européenne des échanges de l’Ouest atlantique » a ouvert la phase d’études.
En janvier 2002, pour permettre le pilotage du projet avec l'État, quinze collectivités — les régions Bretagne et Pays de la Loire, les départements d'Ille-et-Vilaine, Loire-Atlantique, Maine-et-Loire, Mayenne, Morbihan, Sarthe et Vendée et six agglomérations et intercommunalités — se réunissent au sein du Syndicat mixte d’études de l’aéroport de Notre-Dame-des-Landes. Ce syndicat mixte d’étude ayant atteint ses objectifs statutaires, il est dissous en janvier 2011 et laisse la place au syndicat mixte aéroportuaire.
Le 13 avril 2007, il est remis au préfet de la région Pays-de-la-Loire un rapport reconnaissant l'utilité publique du projet. Fin 2007, la construction de l'aéroport du Grand-Ouest est confirmée, en dépit du Grenelle Environnement annonçant le gel de toute nouvelle structure aéroportuaire. Ce nouvel aéroport a été jugé par la préfecture de Loire-Atlantique compatible avec les objectifs du développement durable s’agissant d’un transfert pour raisons environnementales et non de la création d’une infrastructure supplémentaire.

### DUP et appels d'offres (2008-2011)
Le décret d'utilité publique (DUP) est publié le 10 février 2008, sous réserve que cet aéroport soit de haute qualité environnementale (HQE). Il fait suite à un débat public en 2002-2003, et une enquête publique fin 2006 qui a donné lieu à l’avis favorable de la Commission d’enquête du 13 avril 2007 reconnaissant l’utilité publique du projet dans son rapport remis au préfet de la région Pays de la Loire. En réaction à ce décret, une manifestation contre le projet se tient à Nantes début mars 2008, réunissant quelque 1 800 personnes selon la police, plus de 3 000 selon les organisateurs.
Le Conseil de la communauté de communes d'Erdre et Gesvres, sur laquelle doit être implanté le projet, décide le 9 juillet 2008 d’engager un recours en annulation de la déclaration d'utilité publique du projet d’aéroport de Notre-Dame-des-Landes devant le Conseil d'État.
Après une phase de mise en œuvre, la réalisation du nouvel aéroport fait l’objet d’une procédure de mise en concurrence communautaire dans le cadre d'une Délégation de service public (DSP). Le nouvel appel d'offres (le premier ayant été annulé) du maître d'ouvrage – l'État (Ministère de l'Écologie, de l'Énergie, du Développement durable et de l'Aménagement du territoire ainsi que la Direction générale de l'Aviation civile) –, préparé par le préfet Bernard Hagelsteen, reçoit quatre candidatures (au 27 octobre 2008). Ce sont les groupes : Bouygues, SNC-Lavalin (groupe canadien/Taranis), NGE/SAS, et Vinci.
Les quatre candidats sont habilités et reçoivent le cahier des charges de la concession publié par l'État. Trois d’entre eux déposent leur offre, dont la date limite de dépôt était fixée au 30 octobre 2009 : AEMERA Groupe Bouygues Construction (Quille), Taranis (SNC Lavalin) et Vinci (Vinci SA). Les offres sont analysées, jusqu'à l'été 2010, par une commission technique consultative de l’État. Le choix du concessionnaire est effectué par le ministre chargé des Transports et l’attribution de la concession pour une durée de 55 ans. Il se porte sur la société concessionnaire Aéroports du Grand Ouest, filiale de Vinci Airports et dont les autres actionnaires sont la CCI de Nantes Saint-Nazaire (10 %) et l'Entreprise de Travaux publics de l'Ouest (ETPO-CIFE, 5 %). Cette attribution fait l’objet d’un décret en Conseil d’État le 29 décembre 2010. Le 1er janvier 2011, le contrat de délégation de service public entre en vigueur. Cet appel d'offres comprend, outre le financement, la construction et la gestion de ce projet, l'exploitation des aéroports de Saint-Nazaire- Montoir et Nantes Atlantique, jusqu’au transfert de son activité commerciale à Notre-Dame-des-Landes.
Les 31 juillet 2009 et 27 janvier 2010, l’utilité publique de l’aéroport est confirmée par les arrêts du Conseil d’État rejetant les recours déposés contre la DUP aéroportuaire. En octobre 2011, dans un communiqué, l'État annonce que la superficie de l'aéroport serait réduite à 730 ha (soit moins de la moitié de l'emprise dévolue en 2008 ; cf. DUP).

### Enquête publique et feu vert aux travaux (2010-2015)
En novembre 2010, la commission chargée des enquêtes publiques concernant l'aménagement foncier lié au projet d'aéroport ouvre une permanence de recueil d'avis à Notre-Dame-des-Landes. La tenue de cette permanence est toutefois perturbée par des manifestations et de vigoureuses interventions des forces de l'ordre,. Vinci remporte l'appel d'offres pour la conception, le financement, la construction et l'exploitation du futur aéroport pour une période de 55 ans.
En novembre 2012, le gouvernement de Jean-Marc Ayrault suspendant les opérations d'expulsion des occupants de la Zad et met en place une « commission du dialogue ». Celle-ci conclut en avril 2013 à l'utilité du projet, tout en recommandant une amélioration des mesures de compensation environnementales.
À la suite du rejet en juillet des recours environnementaux déposés par les opposants et la confirmation par le Premier ministre Manuel Valls de la poursuite du projet, la préfecture de Loire-Atlantique annonce la reprise des travaux pour 2016. Le 25 janvier 2016 la justice valide l'expulsion des derniers agriculteurs et riverains historiques vivant sur la ZAD.

### Consultation locale (2016)
En mars 2015, un référendum local est évoqué par la ministre de l'écologie Ségolène Royal, possibilité envisagée par François Hollande lors de la Conférence environnementale fin novembre. Jacques Auxiette, le président du conseil Régional, partage l'avis de l'association pro-aéroport « Des ailes pour l'ouest » pour lesquels la consultation démocratique a déjà eu lieu.
À l'issue du remaniement ministériel de février 2016 et du retour de Jean-Marc Ayrault au gouvernement, François Hollande annonce la tenue d’un référendum local sur le projet. Le périmètre et le calendrier de la consultation sont dévoilés par Manuel Valls le 15 mars. Au moment de cette annonce, il n’est possible de réaliser ni un référendum national (dont le champ est limité par l’article 11 de la Constitution), ni un référendum local (limité par l'article 72-1 aux compétences d’une collectivité territoriale parmi lesquelles ne figurent pas les aéroports). Une nouvelle procédure est donc créée : la « consultation locale sur les projets susceptibles d’avoir une incidence sur l’environnement ».
Le décret publié au Journal officiel le 24 avril 2016 prévoit que la consultation doit se tenir le 26 juin de la même année et que les habitants du département de Loire-Atlantique sont appelés à voter. Ils devront répondre à la question : « Êtes-vous favorable au projet de transfert de l'aéroport de Nantes-Atlantique sur la commune de Notre-Dame-des-Landes ? ».
Selon les résultats officiels communiqués par la préfecture de Loire-Atlantique le 26 juin 2016, le « oui » en faveur du projet l'emporte avec 55,17 % contre 44,83 % pour le « non ». Le taux de participation est 51,08 %. Mais ses résultats cachent de grandes disparités, les communes directement concernées votant contre le projet à de très fortes majorités. L'exécutif a promis dans la foulée de lancer les travaux à l’automne.
À la suite de la victoire du « oui », la position de certains mouvements opposés au projet a commencé à s'infléchir dès le lendemain du scrutin. Ainsi, Michel Beaupré, responsable fédéral de l'Union démocratique bretonne, déclare : « Notre parti accepte sans réserve la décision populaire ». Ajoutant même que l'UDB dénonçait par avance « toutes les manifestations anti-démocratiques déjà prévues par les opposants ». La cour administrative d'appel de Nantes valide, le 14 novembre 2016, les arrêtés autorisant les travaux. La légalité du projet est confortée.

### Médiation (2017)
Le 1er juin 2017, le gouvernement nomme l'ancien pilote de ligne Gérard Feldzer, l'ancien ingénieur de l'ONF Michel Badré et la préfète Anne Boquet médiateurs responsables de trouver une solution dans le dossier. Cette médiation doit rendre ses conclusions au plus tard le 1er décembre 2017.
Le 2 juin 2017, Bruno Retailleau, président du syndicat mixte aéroportuaire soutenant le projet, demande à Gérard Feldzer de « se retirer » estimant qu'il « est un opposant notoire à Notre-Dame-des-Landes. À partir de là, ce n'est pas un médiateur, c'est un militant ». Le président de l'association des Ailes pour l'Ouest déclare que « cette médiation est une mascarade », récusant en outre la présence de Michel Badré nommé au Conseil économique, social et environnemental par une association opposée au projet.
Le rapport des médiateurs est remis le 13 décembre 2017 au Premier ministre Édouard Philippe. Il retient deux options « raisonnablement envisageables », un transfert de l’aéroport à Notre-Dame-des-Landes ou son maintien, avec un réaménagement, à Nantes-Atlantique. Les médiateurs préconisent par ailleurs le « retour à l’état de droit » et l’évacuation de la ZAD « quelle que soit l’option retenue » et « dès la décision gouvernementale », attendue au plus tard à la fin de janvier, la déclaration d'utilité publique du projet d'aéroport arrivant à son terme le 9 février 2018. Dans une longue interview accordée au quotidien Ouest-France, le 21 décembre 2017, Gérard Feldzer estime que le projet Notre-Dame-des-Landes « n'est pas celui d'un aéroport du XXIe siècle ».

### Abandon du projet (2018)
Le 17 janvier 2018, le Premier ministre Édouard Philippe annonce que le projet d'aéroport de Notre-Dame-des-Landes est abandonné après « 50 ans d'hésitations ». Il affirme que le développement du Grand Ouest doit être construit différemment, pour assurer une connexion rapide avec le reste de l'Europe et les hubs long-courriers.
La ministre des transports Élisabeth Borne étudiera sous 6 mois trois chantiers :
- le réaménagement de l'aéroport de Nantes-Atlantique, avec, à court terme, la modernisation de l'aérogare sur l'emprise actuelle pour en augmenter la capacité en passagers, et le lancement de la procédure d'allongement de la piste actuelle, pour réduire les nuisances sonores à Nantes et Saint-Aignan-Grandlieu[71],
- la mise en réseau des aéroports régionaux, et l'augmentation de la capacité de l'aéroport de Rennes[73], si la région Bretagne le souhaite[71],
- le développement de la complémentarité rail-air, en fluidifiant et multipliant les liaisons existantes entre la région et les aéroports parisiens[71].

La circulation dans la zone sera rétablie, au besoin par les forces de l'ordre, et les occupants illégaux devront l'évacuer d'ici le printemps 2018. Les terres pourront être récupérées par les agriculteurs expropriés ou faire l'objet de nouveaux projets agricoles.
Le 9 avril 2018, les forces de l'ordre commencent l'expulsion et l'évacuation, ce qui entraîne des affrontements entre occupants et gendarmerie. Les gendarmes utilisent du gaz lacrymogène. Il y a des blessés parmi les zadistes et parmi les gendarmes. Au 11 avril, on compte 28 blessés parmi les gendarmes et une trentaine parmi les zadistes. Deux journalistes de Libération ont subi des blessures à cause de grenade à effet de souffle (grenade lacrymogène et assourdissante « GLI F4 »), lesquels dénoncent l'usage excessif de la force par la gendarmerie.
Le SNJ reproche à la gendarmerie d'empêcher les journalistes d’approcher la zone, de leur interdire de filmer les heurts, ou de les reconduire à l’écart de la zone d’expulsion, dans une « zone presse », officiellement pour des raisons de sécurité. Selon d'autres journalistes, des gendarmes portaient des brassards « presse », ce qui n'est habituellement réservé qu'aux journalistes détenteurs d'une carte de presse, mais ces affirmations sont formellement démenties par la Gendarmerie nationale, qui précise que les gendarmes équipés de caméras portent la mention « Gendarmerie communication » sur leur uniforme.
Une manifestation de soutien a lieu à Nantes le 14 avril 2018. Les zadistes obtiennent un nouveau délai : la préfecture leur donne jusqu'au lundi 23 avril pour déclarer leurs projets. Le 18 avril, une rencontre a lieu entre des représentants du mouvement anti-aéroport et la préfète Nicole Klein avec la présence du ministre Nicolas Hulot, mais les négociations ne débouchent sur aucune avancée concrète.

### Conséquences financières
Du fait de l'annulation du projet, Vinci, qui devait le construire, devrait recevoir une indemnité négociée avec l'État, que le ministre de l'économie Bruno Le Maire espère être « la plus réduite possible ». À cette indemnité, s’ajouteraient la perte d’exploitation à payer à Vinci et les coûts liés au réaménagement de la piste de Nantes-Atlantique et aux compensations environnementales qu’il faudrait payer pour cet éventuel chantier. Par contre, le prix de certains logements situés à Notre-Dame-des-Landes, dont l’État était devenu propriétaire et revendus depuis avec décote, devraient retrouver leurs valeurs initiales, soit une conséquente plus-value pour leurs propriétaires.
Croyant irrégulière l'arrêt d'une convention du projet, la société Aéroport du Grand Ouest [AGO], filiale de Vinci demande à l'État 1,6 milliard d'euros de compensation. Le tribunal refuse cette compensation en ne considérant pas irrégulier l'arrêt du projet. De ce fait, l'indemnité couvrant les dépenses et la compensation seront déterminées ultérieurement.
Pour le concessionnaire, le coût du remboursement d'aide remboursable est estimé entre zéro et 350 millions d'euros.
Pour les collectivités, il s'agit d'une perte de 31 millions d'euros. Les collectivités locales perdent également 5 % du chiffre d'affaires annuel.
À l'inverse l'abandon du projet permettre de ne pas construire des voies d’accès routières, ferroviaires, ou tram-train et donc d'économiser environ 423 millions d’euros.
Pour l'aéroport de Nantes-Atlantique, le coût envisagé est de 365 et 450 millions d'euros car aménager un aéroport à une piste coûte moins cher que de créer un aéroport à deux pistes, éventuellement à la charge du concessionnaire.
Le coût total de l'abandon du projet pourrait être de l'ordre de 800 millions d'euros.

### Réactions
L'Advocnar, association de défense des riverains de l'aéroport de Roissy-CDG (Val-d'Oise) réagit vivement à la décision du gouvernement et dénonce l'impact sanitaire du bruit et de la pollution des avions qui continueront à survoler la ville de Nantes.
Le 27 janvier, 800 partisans du transfert manifestent à Saint-Aignan de Grand Lieu en demandant les démissions d'Emmanuel Macron et Nicolas Hulot et huant la ministre des Transports venue rencontrer les élus de la région.

### Alternatives
Yves Cortés, ancien administrateur du syndicat mixte aéroportuaire du Grand ouest en tant qu'élu de la Mayenne, suggère que l'aéroport du Grand Ouest et le troisième aéroport parisien pourraient ne faire qu'un, construit au nord du Mans, dans la Sarthe, au cœur d'une double étoile ferroviaire et autoroutière comportant six branches d'autoroutes et quatre lignes à grande vitesse le reliant à Paris (en moins d'une heure) ainsi qu'à Nantes, Rennes, et via Massy à Roissy, Lyon et donc Saint-Exupéry, la Méditerranée et l'Europe.

### Devenir de la ZAD
Une première réunion du comité de pilotage sur l’avenir des terres agricoles de la ZAD a eu lieu le 19 mars 2018 afin de discuter de la redistribution des terres.
Depuis l’abandon du projet, certains agriculteurs souhaitent récupérer les terres qu'ils avaient en fermage et qu'ils avaient cédé à Vinci, ils font alors pression sur l’État pour l'obtention de baux ruraux. Certains zadistes s'estiment mieux placés pour pouvoir les exploiter. Les agriculteurs reprochent aux zadistes de vouloir agrandir la superficie de leurs exploitations au-delà de ce qu'ils ont obtenu précédemment de la part de l'État. Les zadistes reprochent aux agriculteurs de vouloir s’accaparer des parcelles pour lesquelles ils ont obtenu des compensations financières après les avoir vendues à Vinci et qu'ils n'ont pas contribué à "défendre".
Cette situation est une sorte de casse-tête foncier.

## Débats

### Financement
Le coût du projet s'élève à 561 millions d'euros selon le Syndicat mixte aéroportuaire du Grand Ouest dont « 115,5 millions d’euros de la part de diverses collectivités territoriales dont les régions de Bretagne et des Pays de la Loire ».
| Participant                                                          | Montant  | Proportion |
| -------------------------------------------------------------------- | -------- | ---------- |
| Concessionnaire : Société concessionnaire Aéroports du Grand Ouest   | 315 M€   | 56.1 %     |
| État                                                                 | 130,5 M€ | 23.3 %     |
| Pays de la Loire                                                     | 40,4 M€  | 7.2 %      |
| Région Bretagne                                                      | 28,9 M€  | 5.2 %      |
| Conseil départemental de la Loire-Atlantique                         | 23,1 M€  | 4.1 %      |
| Nantes Métropole                                                     | 17,9 M€  | 3.2 %      |
| Communauté d'agglomération de la Région Nazairienne et de l'Estuaire | 2,9 M€   | 0.5 %      |
| Communauté d'agglomération de la Presqu'île de Guérande Atlantique   | 2 M€     | 0.4 %      |

Le coût estimé est contesté par les opposants,. D'après Le Canard enchaîné, en tenant compte des constructions routières et ferroviaires accompagnant le projet d'aéroport (constructions qui ne seront toutefois pas destinées exclusivement à l'aéroport mais toucheront l'activité économique générale de la région), le coût de ce dernier serait évaluable à « quatre milliards d'euros ».

### Agriculture
Selon la chambre d'agriculture de la Loire-Atlantique, cinquante exploitations agricoles (5 000 ha de surface agricole utile) auraient été affectées par le projet. Selon le syndicat mixte d'études de l'aéroport de Notre-Dame-des-Landes, onze exploitations auraient été transférées, toutes indemnisées jusqu'à des sommes pouvant dépasser le million d'euros ; le projet a fait l’objet d'un protocole État / Chambre d'agriculture pour l’indemnisation ou la réinstallation de tous les exploitants.
Selon le CéDpa, opposé au futur aéroport, « 600 emplois agricoles » auraient été détruits par la création de l'aéroport du Grand Ouest.

### Autres solutions

#### Rénovation de l'aéroport actuel
« Nantes-Atlantique, l'actuel aéroport de Nantes, a reçu en septembre 2011 le trophée ERA Award de meilleur aéroport européen » pour sa politique de prix attractifs. Comme tous les autres aéroports français, « il est classé en catégorie A par la Direction générale de l'Aviation civile, c'est-à-dire parmi les aéroports qui ne posent aucun problème particulier, comme le confirment certains professionnels du transport aérien ».
La documentation aéronautique relève un « péril animalier permanent »: c'est-à-dire un risque de collision des aéronefs avec des oiseaux dans le voisinage proche de l'aéroport. Selon un collectif de 200 pilotes basés à Nantes-Atlantique et opposés au transfert, il n'y aurait pas actuellement de saturation de l'aéroport de Nantes-Atlantique.
Ces opposants estiment qu’une modernisation de l’aérogare et des parkings de l’aéroport actuel de Nantes-Atlantique suffiraient pour élever la capacité de ce dernier à quatre millions de passagers sans compter l’acheminement vers d'autres aéroports via les lignes TGV. Au-delà d'un certain seuil d'activité, une seconde piste est-ouest pourrait être construite sur l'emprise actuelle de Nantes-Atlantique. D'autres aéroports de taille similaire, comme l'aéroport de Stuttgart en Allemagne, et ne comportant qu'une seule piste, accueillent 10 millions de passagers par an et pourraient en accueillir 15 millions avec un terminal supplémentaire. Quant aux aéroports de Genève en Suisse et San Diego aux États-Unis, qui ne comportent également qu'une seule piste, ils ont accueilli respectivement 16,5 millions en 2016 et plus de 20,3 millions de passagers en 2015. Cependant, ces scénarios ne font pas mention de l'actualisation du plan d'exposition au bruit de Nantes-Atlantique, qui devrait être conduite en tenant compte d'un trafic accru ou de nouvelles zones de populations survolées.[réf. nécessaire].
La compagnie Airbus souhaiterait conserver la piste de Nantes-Atlantique pour transférer les pièces de son usine de Bouguenais aux autres usines du groupe, ce qui irait à l'encontre du transfert total à Notre-Dame-des-Landes et limiterait notamment le projet immobilier sur l'emprise de l'actuel aéroport.
Depuis les années 1920, l'aéroport Nantes-Atlantique et l'usine de la ville de Bouguenais (aujourd'hui d'Airbus), concentrent l'activité aéronautique dans la région nantaise. Selon l'ancienne maire socialiste de Bouguenais, « le couple Aéroport/Airbus est la locomotive de l'activité de Bouguenais, son identité. » En vingt-cinq ans de mandat municipal, elle déclare n'avoir jamais eu affaire à une pétition de riverains contre les nuisances aériennes.
À l'automne 2013, la DGAC estime que le coût d'une rénovation de l'aéroport actuel serait assez proche de celui du transfert. La DGAC a étudié une proposition d'augmentation de l'emprise de l’aéroport actuel.
En avril 2015, une étude commandée à EY Société d'avocats par la CCI des Pays de la Loire affirme que cette proposition serait soumise à des contraintes environnementales plus exigeantes encore qu’à Notre-Dame-des-Landes. Un extrait a été publié, il ne fournit pas d'information sur les propositions faites par les opposants, consistant essentiellement à optimiser des surfaces déjà artificialisées. En mars 2016, le Conseil général de l'environnement et du développement durable (CGEDD) publie une « Étude sur les alternatives pour le développement aéroportuaire du Grand Ouest ». Cette étude juge le projet surdimensionné en l'état actuel. « Son redimensionnement à la baisse permettrait de réduire la consommation d'espace d'environ 200 hectares et de réduire en conséquence l'importance des mesures compensatoires ». Le CGEDD propose notamment de ne construire qu'une seule des deux pistes prévues dans le projet : celle de 2 900 mètres,.

#### Connexions ferroviaires et autres aéroports
François Bayrou, président du MoDem, bien que ne s'opposant pas au futur aéroport, estime toutefois que le débat sur le projet d'aéroport du Grand Ouest aurait mérité d'être rouvert, notamment car rien ne dit que l'actuel aéroport de Nantes-Atlantique ne serait pas suffisant pour absorber le trafic si celui-ci n'évoluait pas comme le prévoient les estimations.
Les élus du MoDem évoquent une autre solution, l'intermodalité ferroviaire, s'appuyant sur une étude du cabinet EsG Infra (étude financée par des opposants au projet) publiée en mai 2008, qui préconise la création :
- d'une ligne ferroviaire grande vitesse sur le trajet Sablé-sur-Sarthe - Angers - Cholet - Nantes[116] ;
- d'un réseau express régional sur l'axe Pornic - Nantes - Châteaubriant ;
- d'une seconde piste est-ouest à l'aéroport de Nantes-Atlantique, si l'évolution du trafic aérien l'exige[117],[118].

Les militants de l'association ACIPA proposent la suppression immédiate de tous les avantages fiscaux dont bénéficie le transport aérien (pas de TIPP, TVA à 5 % au lieu de 20 %, réduction de 30 % sur les taxes foncières, subventions des collectivités territoriales). Pour limiter l'augmentation du trafic à Nantes-Atlantique, ils préconisent aussi la délocalisation des charters sur l'aéroport d'Angers, qui ne fonctionne qu'à 15 % de ses capacités. L'Association régionale des usagers des transports des Pays-de-la-Loire, comprenant douze membres opposés au projet, projette quant à elle une LGV Nantes-Poitiers vers Bordeaux.

### Positions

#### Favorable
Plusieurs partis politiques sont favorables au projet :
- le Parti communiste[120] ;
- le Parti socialiste[121], notamment les premiers ministres Jean-Marc Ayrault[122] et Manuel Valls[123], l'ancien président de la République François Hollande[124], et la plupart des élus socialistes locaux[125] ; cependant certains sont favorables à un moratoire : Ségolène Royal[126], Arnaud Montebourg[127] et le Mouvement Utopia[128] ;
- Les Républicains[129] ;
- l'UDI[130], qui cependant, à la suite de l'opération César, appelle à un moratoire[131].

Bien qu'au niveau national l’Union démocratique bretonne (UDB) se soit prononcé contre, les élus locaux sont favorables au futur aéroport
La Chambre régionale de commerce et d'industrie de Bretagne et la chambre régionale de commerce et d'industrie des Pays de la Loire estiment que cet aéroport constituerait un « atout indispensable ».
Le Club des Trente, qui fédère les plus grands patrons bretons, plaide pour la réalisation de l'aéroport.

#### Défavorable
D'autres mouvements politiques y sont opposés :
- Europe Écologie Les Verts[135] ;
- Lutte ouvrière[136] ;
- le parti d'extrême-droite indépendantiste breton Adsav[137] ;
- le Parti de gauche[138] ;
- le mouvement de La France Insoumise[139] ;
- le NPA[140] ;
- Debout la République[141] ;
- Solidarité et progrès, par son candidat à l'élection présidentielle de 2017, Jacques Cheminade[142] ;
- LREM, mouvement du président Emmanuel Macron, au début favorable au projet[143], son gouvernement décide de l'abandonner le 17 janvier 2018[144].

La chambre de commerce et d'industrie de la Vendée est défavorable au projet tant qu'il n'inclut pas de desserte du Sud-Loire.
Plusieurs syndicats sont opposés au projet :
- L'Union syndicale Solidaires (SUD)[146] ;
- La FNSEA 44 a émis un avis négatif concernant les mesures compensatoires environnementales[147] et le juge fortement consommateur de foncier agricole[148]. Le président de la FNSEA, Xavier Beulin, affirme que son syndicat est à l'origine plutôt contre ce projet, mais qu'il ne souhaite pas s'opposer à la décision politique une fois celle-ci prise[149] ;
- La Confédération nationale du travail[150] ;
- La Confédération paysanne[151] ;
- La CGT 44 s'est positionnée en faveur du maintien de l'aéroport de Nantes-Atlantique, à condition de l'améliorer[152] ;
- La CGT du groupe Vinci prend position contre le projet d’aéroport en s'associant à la position des UD des syndicats CGT, FSU, Solidaires du département de Loire-Atlantique[153].

Les organisations libertaires Alternative libertaire, Coordination des groupes anarchistes, Organisation communiste libertaire, Fédération anarchiste, Section carrément anti Le Pen-No Pasaran et les associations Droit au logement (DAL) et Attac sont mobilisés contre ce projet d'aéroport.
Stéphane Hessel soutenait les opposants au projet, et demandait au Premier ministre de reconsidérer sa position à propos du projet peu avant son décès en 2013.

#### Défavorable mais acceptant les résultats
Certains mouvements politiques historiquement opposés au projet ont annoncé accepter le résultat de la consultation :
- le MoDem[156],[157] ;
- l'Union démocratique bretonne / UDB Jeunes[158],[159],[160];
- le Front national[161],[162] ;

Nicolas Hulot, peu après sa nomination par François Hollande comme « envoyé spécial du président de la République pour la protection de la planète », a confirmé le 12 décembre 2012 son opposition au projet. En janvier 2016, François Hollande lui aurait proposé d'entrer au gouvernement, plusieurs contreparties lui auraient été proposées, dont l’arrêt du projet d’aéroport du Grand Ouest, mais Nicolas Hulot décline la proposition. Un proche de l'animateur aurait affirmé cependant que son refus était motivé par le fait que son entrée au gouvernement ne semblait « pas compatible » avec certaines conditions préalables qu'il aurait posées, citant notamment l'abandon du projet de construction de l'aéroport. Le lendemain de la consultation de la population du 26 juin 2016, sur Europe 1, même s'il se disait « profondément attristé » par le résultat, il en acceptait néanmoins le verdict des urnes, ajoutant ainsi : « On ne peut pas demander d'aller voter et si le résultat ne vous plaît pas, ne pas en tenir compte. J'en prends acte […] Les gens ont massivement voté pour le oui. Au gouvernement maintenant de prendre ses responsabilités. ».

## Partisans du projet
Le nouvel aéroport aurait permis de transférer les vols commerciaux de l'aéroport de Nantes-Atlantique, qui a accueilli en 2015 4 394 996 passagers et qui peut en accueillir jusqu'à 3,5 millions, selon l'Union des aéroports français (UAF) (ce qui donne un coefficient d'activité passagers de 125 % pour l'année 2015). Les vols liés à l'usine Airbus seraient maintenus.
Au rythme actuel de sa croissance, soit 29 % de 2004 à 2008 (+114% de trafic entre 2004 et 2014) correspondant à un trafic supérieur de plus de 10 % au scénario médian du dossier d'enquête publique de 2006, la saturation pourrait être atteinte avant la date estimée du transfert, comme le concluait déjà en 2003 le président de la commission particulière du débat public. L'augmentation attendue du nombre de passagers par avion vient cependant limiter la croissance du trafic d'avions (+36 % de mouvements commerciaux en dix ans (2006 à 2016) contre +97 % de passagers commerciaux sur la même période).
Une hypothèse de quatre millions de passagers à Nantes Atlantique atteints avant 2020 à partir du scénario médian du dossier d'enquête publique, il a été prévu la construction d'un aéroport d'une capacité de quatre millions de passagers dès l'ouverture et de neuf millions à l'horizon 2050,. En 2009, d'après le journal Le Monde, le trafic a connu à Nantes un repli de 3 %, alors que la moyenne nationale reculait de 6 %. Puis le trafic repartit fortement à la hausse depuis 2010, augmentant de 14,4 % en 2010, 7,1 % en 2011, 11,9 % en 2012, 8,2 % en 2013, 5,8 % en 2014, 5,7 % 2015 et 8,7 % en 2016.
L'étude des possibilités d’aménagement sur l'aéroport Nantes Atlantique menée par le SMEANDDL – extension de l’aérogare, création d’une nouvelle piste – ne répondrait pas aux exigences opérationnelles et environnementales : contraintes foncières (exiguïté du terrain actuel et urbanisation prévue aux alentours et organisée sans tenir compte d’une telle hypothèse), techniques, environnementales (notamment en matière de nuisances sonores avec un plan d'exposition au bruit incluant dix fois plus de personnes qu’à Notre-Dame-des-Landes pour quatre millions de passagers à l’ouverture) et de sécurité avec le survol de zones d’habitat dense – un incident a d'ailleurs eu lieu en 2004, lorsqu'un MD-83 a dû effectuer in extremis une remise de gaz au-dessus de l'agglomération à 130 m du sol environ, soit peu au-dessus du sommet de plusieurs immeubles environnants. D'après l'association Bouaye avance, avec une nouvelle piste à Nantes Atlantique, onze mille personnes seraient atteintes par les nuisances sonores et un grand nombre d'établissements publics seraient situés dans la zone de bruits (collège La Neustrie à Bouguenais, cinq écoles et deux établissements de santé…). De plus, elle toucherait un secteur où Nantes Métropole prévoit l'aménagement de l'une des trois forêts urbaines de l'agglomération,. L'aéroport Nantes Atlantique est proche de zones habités et du lac de Grand-Lieu, une réserve naturelle.
Réunis en congrès national à Pornichet en mars 2009, les contrôleurs aériens de l'USAC CGT (qui était alors majoritaire dans la profession) se sont prononcés en faveur du transfert, jugeant l'actuel site de Nantes Atlantique « potentiellement dangereux ».

### Écologie
L'aéroport Nantes Atlantique est situé à un kilomètre au nord du lac de Grand-Lieu – Réseau Natura 2000 (réserve ornithologique et piscicole de l’Ouest de première importance) – et du cœur de Nantes (42 000 personnes concernées par l’actuel PEB). Il est entouré par des zones habitées et agricoles. L'axe sud-ouest/nord-est (029°/209°) de son unique piste impose aux avions de survoler ces zones habitées et fortement urbanisées par 50 % des atterrissages (10 000 avions par an) à moins de 500 m d'altitude et dès le décollage également. L'augmentation de son activité se ferait au détriment de la nombreuse population exposée au bruit et de la réserve naturelle du lac de Grand-Lieu.
À Notre-Dame-des-Landes, les promoteurs du projet constatent qu'il n’y aura pas de survol de « zones urbaines denses » lors des décollages et atterrissages, grâce à la suspension de toute urbanisation dans le périmètre de la zone d'aménagement différé défini en 1974. En outre, deux pistes spécialisées (atterrissages et décollages indépendants) seront utilisées pour un meilleur niveau de sécurité et de protection des populations face au bruit.
Pour l'Union démocratique bretonne (UDB) de Loire-Atlantique, l'abandon du projet d'aéroport signifierait la centralisation accrue du trafic aérien français sur les plates-formes parisiennes, avec le renforcement de la centralisation ferroviaire et routière : lignes à grande vitesse, aménagements gigantesques des liaisons internes au Grand Paris (comprenant les liaisons entre Roissy, Orly et La Défense), cristallisation supplémentaire des avantages concurrentiels dont bénéficie l'Île-de-France et recul corrélatif durable des possibilités d'inventer un polycentrisme français. Enfin, l'impact des pré et post-acheminements (y compris aériens) correspondant à cette centralisation lui paraît difficilement compatible avec le souci de réduire l'empreinte écologique du transport aérien.
La substitution des activités commerciales de l'aéroport de Nantes-Atlantique par celles du nouvel aéroport de Notre-Dame-des-Landes répondra, selon le syndicat mixte d'études de l'aéroport de Notre-Dame-des-Landes (SMEANDDL), à un double objectif environnemental :
- le transfert d’un aéroport situé dans une zone dynamique avec des perspectives de développement importantes mais dont toutes les simulations de trafic annoncent à moyen terme la saturation physique des équipements : de l’aérogare d’abord à partir de quatre millions de passagers ; de l’infrastructure ensuite du fait d’une piste unique au développement limité et également la « saturation environnementale » en nuisances sonores pour les populations riveraines (PEB établi pour 3,2 millions de passagers) et de sécurité[181] ;
- la réalisation d’un nouvel aéroport répondant aux objectifs de limitation de la périurbanisation à Notre-Dame-des-Landes : une « coupure verte » sauvegardée entre l’agglomération et l’aéroport grâce à un périmètre PEAN (protection des espaces agricoles et naturels) de 19 000 ha garanti par la loi et mis en œuvre par le Conseil général de Loire-Atlantique, et à Nantes Atlantique : 610 ha libérés en zone urbaine pour une possible création d’emplois, d’activités et de logements (potentiel de 6 300 logements, 16 000 habitants) ; de réduction du nombre de personnes exposées aux nuisances sonores aéronautiques (de 41 000 à 2 700 personnes en configuration à neuf millions de passagers) confortée par l’établissement d’un plan d’exposition au bruit sur la base d’une exploitation de l’aéroport à sa capacité maximale ; de conception et réalisation des bâtiments et des équipements (respect des critères de conception et de réalisation HQE, et d’une manière générale, d’objectif de haute performance énergétique) ; de moindre impact sur l’environnement naturel pour lequel d’importantes mesures compensatoires sont inscrites dans un plan de gestion agro-environnemental concerté s’élevant à 41 M€[181], soit 10 % du montant des travaux, et représente sur la zone aéroportuaire près d’un quart de la surface. La zone des installations aéroportuaires occupera 940 hectares et les espaces naturels 280 ha[181].

### Économie
Selon les projets, l’aéroport aurait disposé de deux pistes de 2 750 m au nord et 2 900 m au sud qui auraient pu accueillir tout type d'avions y compris des gros porteurs tels que l'A380 (les réserves foncières permettant à l'avenir un allongement de ces pistes), ce que contestent les opposants. Un Airbus A380-800 nécessite une distance de 2 749 m pour le décollage et 1 524 m pour l'atterrissage à son poids maximum.
Les collectivités prévoyaient qu'il aurait permis de répondre à la croissance du trafic liée à la progression démographique du Grand-Ouest (un million d'habitants en plus sur la façade atlantique en 2030) et desservira un bassin de chalandise de six millions d'habitants (dans un rayon de deux heures), 1,4 million de salariés et 170 000 entreprises (dans un rayon d'1 h 15).
Le syndicat mixte d'études avait annoncé que le projet aurait été créateur d’emplois : jusqu’à quatre mille emplois directs et indirects liés au chantier et entre 1 230 et 5 650 emplois directs et indirects générés sur la zone aéroportuaire d'ici 2025. Le Collectif des élus qui doutent de la pertinence du projet d'aéroport (CéDpa) conteste les chiffres du syndicat mixte d'étude et affirme que 1 850 emplois directs seraient transférés depuis l'aéroport de Nantes-Atlantique et non créés ; il déclare en outre que six cents emplois agricoles seraient détruits par le projet d'aéroport du Grand Ouest.
Selon le rapport de la commission du dialogue, la croissance du trafic lors de la mise en service de l'aéroport entraînera la création de deux cents à trois cents emplois. Deux cents emplois supplémentaires seraient également apportés par l’installation d’une base de la compagnie aérienne Régional, filiale du groupe Air France. Cependant, cette dernière, en plein plan de départs volontaires, dément cette annonce de vouloir créer des emplois sur le futur site de NDDL.
L'usine Airbus de Bouguenais utilise des Beluga pour acheminer des pièces d'avions vers ses autres sites. En cas de transfert de l'activité commerciale, Airbus aurait pu conserver un usage privé de la piste de Nantes-Atlantique, ayant écarté des alternatives de transports par route ou par barge sur la Loire pour rejoindre l’aéroport de Saint-Nazaire. Cependant ses coûts d'exploitation seraient doublés et Airbus estimait ne pas pouvoir les assumer sans la participation des collectivités locales (région, Nantes-Métropole et l'agglomération de Saint-Nazaire). Michèle Gressus, maire de Bouguenais depuis 2007 s'est longtemps posé des questions sur la pertinence du projet d'aéroport, craignant notamment que l'activité industrielle d'Airbus sur ce site soit remise en question, mais après avoir été assurée de la pérennité de l'usine, elle se déclara favorable au projet cinq ans plus tard.
Certaines entreprises bretonnes pourraient selon Ouest-France délocaliser leurs sièges en région parisienne si l'aéroport NDDL n'était pas construit.

## Opposition

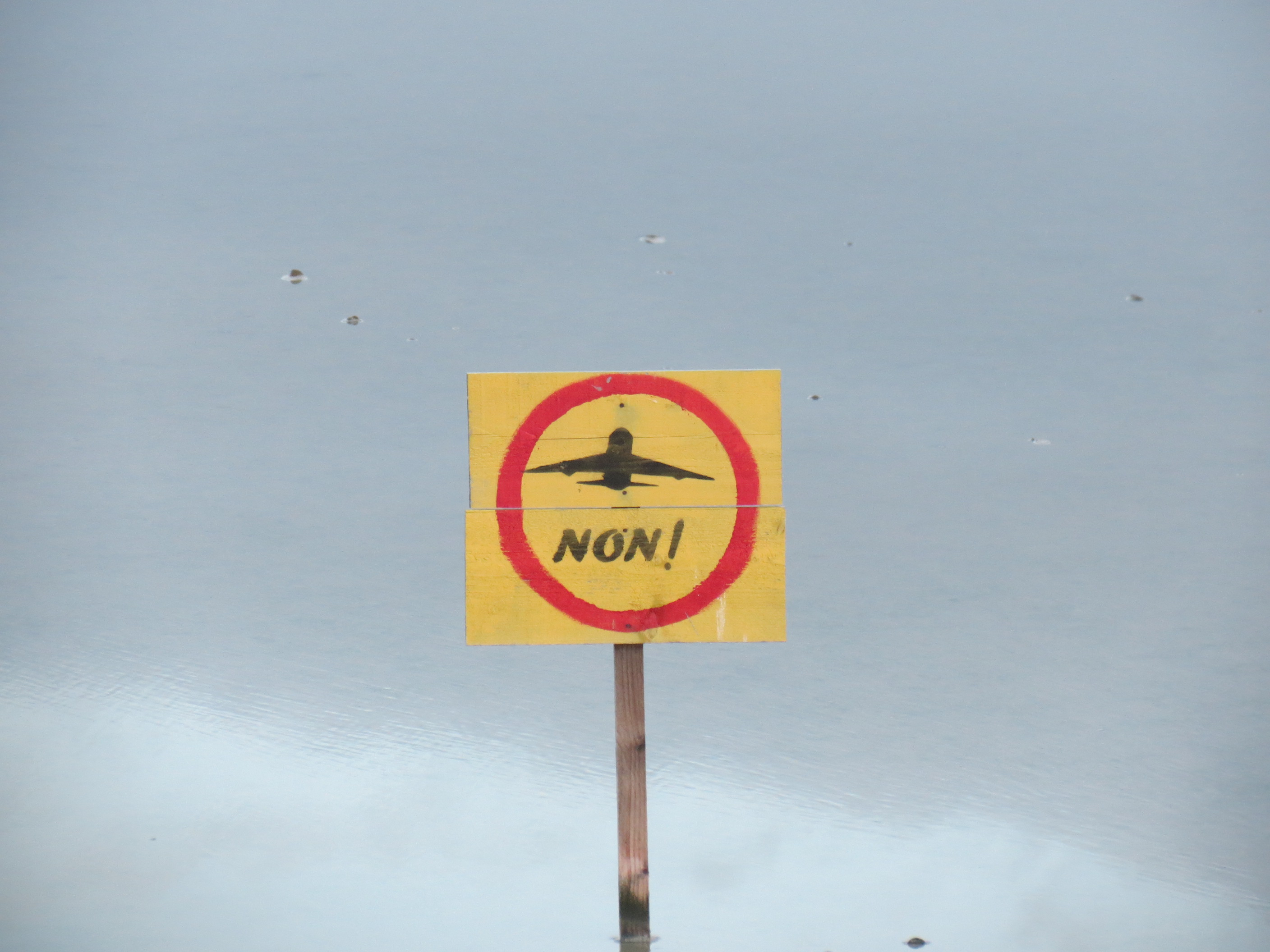
Panneau anti-aéroport dans les marais salants de Guérande. De tels panneaux et pancartes ont été placés sur de nombreux sites et axes routiers pour témoigner de l'opposition au projet.

L'Union des démocrates et indépendants (UDI) de Jean-Louis Borloo appelle le gouvernement de Jean-Marc Ayrault à différer le projet de l'aéroport Notre-Dame-des-Landes, car les délais sont intenables actuellement sur le plan économique et le projet pose des questions sur le plan écologique. Le ministère de l'Écologie, du Développement durable et de l'Énergie dirigé par Jean-Louis Borloo avait cependant approuvé ce projet en 2009.
Au-delà du risque écologique et de la remise en question de l'intérêt économique général, les opposants affirment que ce projet est également impulsé par une volonté de développer les constructions immobilières à proximité de Nantes. L'édification de l'aéroport permettra en effet de dégager des terrains constructibles dans les communes aux alentours de l'aéroport de Nantes où la pression foncière est importante.

### Opinion publique
L'institut BVA a réalisé en janvier 2010 un sondage commandé par Agir pour l'environnement, à la question
« À la suite du sommet de Copenhague sur le climat, pensez vous qu’il soit opportun de construire de nouveaux aéroports en France ? » : 6,3 % des Français n'ont pas d'opinion et pour ceux qui en ont une, 70,8 % répondent non et 29,2 % oui. Le maire de Nantes et le président du Conseil général de Loire-Atlantique ont fait remarquer que ce sondage ne s'appliquait pas au transfert de l'actuel aéroport qui n'est pas la création d'un nouvel aéroport et dénonçaient une « utilisation faussée du sondage ».
L'Ifop a réalisé en février 2014 pour le compte d'Agir pour l'environnement, d'Attac et de l'Acipa un sondage d'une question : « en considérant les incidences économiques, écologiques et climatiques d'un tel projet, estimez-vous que la construction du nouvel aéroport Notre-Dames-des-Landes doit être maintenue ou non ? » : 20 % des Français ne se prononcent pas, 56 % y sont opposés et 24 % y sont favorables.
Selon un sondage commandé par le Parti Socialiste à Harris Interactive durant la campagne de l'Élection régionale de 2015 dans les Pays de la Loire, 59 % des inscrits sur les listes électorales dans la région sont favorables au transfert (65 % en Loire-Atlantique) alors qu'en octobre 2014 au niveau régional 44 % étaient favorables et 59 % en Loire-Atlantique.
Un sondage Odoxa réalisé immédiatement après cette annonce indique qu'au niveau national 58 % des personnes interrogées y sont opposées, contre 41 % pour et 1 % sans opinion. Le sondage Ifop pour Europe 1/iTélé réalisé entre le 29 février et le 2 mars 2016 en Loire-Atlantique indique que 51 % voteraient pour, 39 % contre et 10 % ne se prononceraient pas, soit pour ceux ayant une opinion 57 % pour et 43 % contre ; 56 % de ceux qui y sont favorables le sont pour des raisons économiques et 22 % pour réduire le survol de Nantes, 59 % des opposants le trouvent inutile et 19 % néfaste pour l'environnement. Un sondage IFOP commandé par le syndicat mixte aéroportuaire et réalisé du 16 au 22 novembre 2017 indique une opinion en faveur de la réalisation du transfert.
Selon l'ACIPA, la principale organisation d'opposants au projet d'aéroport, l'argument de Vinci Airports selon lequel Nantes-Atlantique arriverait à saturation avec quatre millions de passagers (chiffre atteint en 2014 avec quatre ans d'avance par rapport aux estimations) serait invalidé, notamment du fait que des aéroports d’une surface équivalente et comportant également une piste unique, accueillent presque cinq fois plus de passagers en 2013 tel que l'aéroport de Genève avec 14 millions, ou l'aéroport international de San Diego avec 18 millions.

### Soutiens
Des artistes de différents horizons apportent leur soutien à ceux qui combattent le projet. Fin 2012, Tryo improvise un concert devant une centaine de zadistes. Une quarantaine de groupes et artistes comme Keny Arkana participe au Festizad en janvier 2013, puis lors des grands rassemblements estivaux de 2013, 2014 et 2015. Nombreux sont celles et ceux qui ont inclus Notre-Dame-des-Landes dans leur répertoire : Les Ramoneurs de menhirs (Breizhistañs), Bred' Irie, trio EDF Ewen-Delahaye-Favennec, Beat Bouet Trio, Dominique Loquais, Rozenn Talec (Keleier Notre-Dame), War-sav (Y'a pas d'avion à Notre-Dame), Digresk (Zone à défendre), La Parisienne libérée, Ursus Minor avec Desdamona (Zad Song)…
La chanson Notre-Dame des oiseaux de fer du Hamon Martin Quintet rencontre un certain succès, avec la présence au chant et dans un clip en 2016 de Bertrand Cantat, Emily Loizeau, Sanseverino, Delphine Coutant, Marthe Vassallo, Mouss et Hakim. Écrite en 2009 par leur parolier Sylvain Giro, elle est enregistrée sur leur album Du silence et du temps en 2010. Hamon Martin dédie l'album suivant, Les vies que l’on mène, à la lutte avec en couverture une des constructions sauvages de la Zad et deux nouveaux thèmes : Le bal des gendarmes et Zim zoum zad (devenu un « hymne »).

### Écologie et environnement

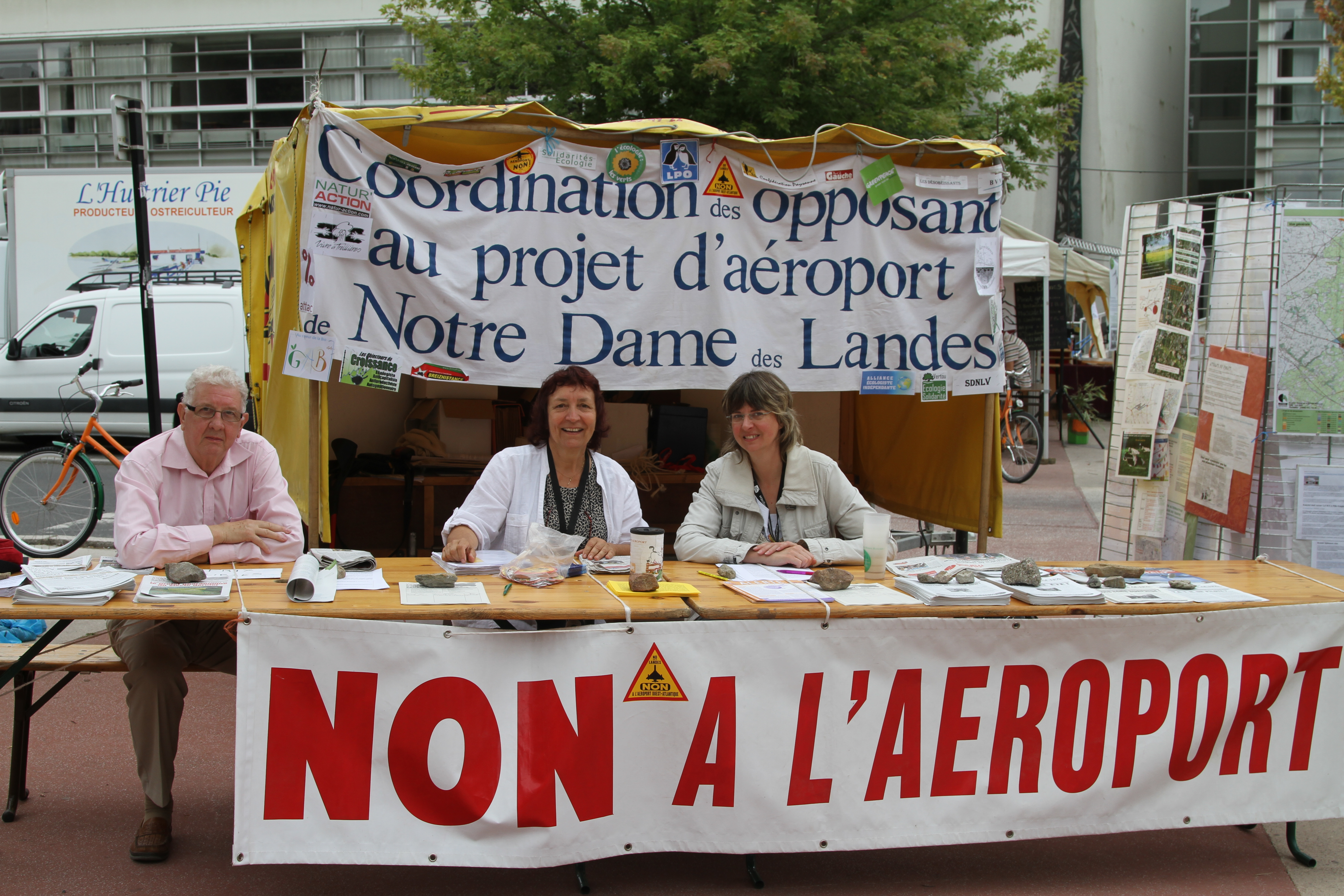
Le stand des opposants aux journées d'été EELV 2010 à Nantes.

Le parti Europe Écologie Les Verts (EELV) estime que le projet est contraire aux objectifs du Grenelle Environnement, évoquant notamment la destruction de terres agricoles, l'augmentation des impôts locaux, l'impact climatique du transport aérien, la sous-utilisation des autres aéroports de la région et la destruction de 2 000 hectares d'une « zone de bocage très préservée ; l'une des dernières du département ». Le groupe écologiste des Verts de la ville de Rezé (sud de Nantes) est favorable au maintien de l'actuel aéroport Nantes-Atlantique avec la construction d'une nouvelle piste survolant le lac de Grand Lieu. Pendant le débat de la primaire présidentielle socialiste de 2011, Arnaud Montebourg et Ségolène Royal demandent de reconsidérer le projet d'aéroport en avançant notamment des arguments de protection de l'environnement.
Est également avancé l'argument que ce projet d'aéroport relève de ce que le journaliste Jean-Claude Defossé appelle les « grands travaux inutiles », c'est-à-dire concernant des infrastructures économiquement et/ou écologiquement contre-productives et/ou déficitaires. Quand, en octobre 2011, Eva Joly demande « l'abandon de certains grands travaux devenus absurdes comme l'aéroport de Notre-Dame-des-Landes », ce projet devient pour les militants écologistes le symbole des travaux imposés par la technocratie mais court-termistes, comme ceux – en France – du barrage de Sivens, de la Ferme des mille vaches ou de la ligne ferroviaire Lyon - Turin, qui rencontrent également une forte opposition,.
De fait, ce projet représente une menace pour des populations d’espèces protégées ou considérées comme fragiles, tels le Triton marbré, le Triton crêté, le Lézard vivipare ou encore le Campagnol amphibie. Au cours de l'année 2009, le Triton crêté est devenu l'un des symboles des opposants au projet d'aéroport du Grand Ouest, notamment dans l'utilisation du slogan « Tritons crété-e-s contre béton armé », en particulier sur le site des occupants de la ZAD. Le naturaliste Didier Montfort, spécialiste des amphibiens et membre de la société d'herpétologie de France, a expliqué que le projet représentait une menace pour leurs habitats originels, les tritons crêtés vivant là « où l'utilisation traditionnelle du bocage perdure, association de talus, de prairies pâturées et de mares d'abreuvement du bétail ».
Selon Loïc Marion, ornithologue et ancien conservateur de la réserve de Grand-Lieu, le trafic aérien actuel ne constitue pas une gêne pour la faune du lac de Grand-Lieu, et les études effectuées n'ont pas pu mettre en évidence une pollution du lac liée aux avions. Selon lui, la principale pollution sur cette réserve est liée aux activités agricoles du bassin versant, et un transfert des activités aéroportuaires altérerait gravement les zones naturelles avoisinant l'aéroport actuel.
En février 2016, Le Canard enchaîné rend publique une note de la DREAL commandé par le préfet de Région et jusque-là gardée confidentielle qui conforte certains arguments des partisans du maintien. Cette note d'une page recto-verso affirme notamment que « l'allongement de la piste de l'aéroport de Nantes-Atlantique ne présente pas de risque pour la faune de la réserve naturelle (du Lac de Grand-Lieu). Au contraire, elle garantit la préservation des zones humides qui participent à l'équilibre écologique de la réserve face à l'urbanisation de l'agglomération nantaise. ». Selon le directeur adjoint de la DREAL : « Ce n'est pas la proximité de l'aéroport actuel qui limite l'urbanisation de ces communes, mais les contraintes liées à la loi littoral qui resteront en vigueur même si Nantes-Atlantique déménage ailleurs ».
Missionnés par la ministre de l’environnement, Ségolène Royal, le 13 janvier 2016, trois inspecteurs généraux des ponts, des eaux et des forêts jugent le 5 avril 2016 le projet « surdimensionné ». Sans en demander l'abandon, ils suggèrent soit d'agrandir l’actuel aéroport soit de réaliser sur le site de Notre-Dame-des-Landes un projet plus compact et au moindre impact environnemental.

#### Mesures compensatoires
Le site concerné par le projet est une zone humide préservée qui est à l'origine de plusieurs rivières : bassins versants du Gesvres, du Hocmar et de l'Isac. On y rencontre des populations d'espèces protégées, favorisées par la richesse de cette zone humide, à l'échelle du département de la Loire-Atlantique, voire de la région. On y trouve de nombreuses mares en relation avec les nappes souterraines d'eau de bonne qualité. L'aéroport couperait en deux cette grande zone humide, détruisant la qualité des espaces et leurs fonctions écosystémiques. Les compensations environnementales proposées présupposent qu'il est possible de recréer la complexité des milieux naturels. Il ne s'agit pas que de déplacer des espèces : ce sont toutes les relations et tous les équilibres entre ces espèces, le sol, la géographie, l'histoire et l'occupation des lieux qui sont importants, déterminants pour les fonctions écosystémiques. Par la suspension du projet dans les années 1970, la zone a échappé en grande partie à l'agriculture intensive. Dans son livre Notre-Dame-des-Landes, Hervé Kempf le signale : « sur le territoire de la Zad, porté en 2006 à 1 650 hectares, la forme du bocage se fige, le remembrement n'a pas lieu, le mitage périurbain qui monte de l'agglomération nantaise - dont le centre est distant de dix-huit kilomètres - ne pénètre pas. La Zad, de facto, devient une zone agricole protégée. […] La zone est comme une île de nature protégée - et pourtant cultivée - dans l'océan remembré et mité de lotissements qu'est devenu le nord de l'agglomération nantaise. »
De plus les mesures prétendent compenser la destruction de milieux naturels qui n'ont pas été suffisamment étudiés. Le travail de l'Association des Naturalistes en lutte a permis de montrer que le bureau d'étude Biotope chargé des études officielles a oublié dans ses inventaires, par exemple, quarante mares, de nombreuses espèces végétales et animales, dont beaucoup sont rares et menacées et plusieurs dizaines protégées. Les transferts d'espèces protégées ne portent que sur trois d'entre elles et sur un nombre minuscule d'individus de ces populations, entre un pour cent et un pour mille.
Dans son étude sur le développement aéroportuaire du Grand Ouest, d'avril 2016, le Conseil Général de l'Environnement et du Développement Durable note que les maîtres d'ouvrages ont été confrontés à deux difficultés : l'ampleur très inhabituelle de la surface des projets constituant l'aménagement de l'aéroport et la desserte ; et la nouvelle définition des zones humides, et la faible documentation des mesures compensatoires sur certaines catégories de sols. La méthode proposée par les maîtres d'ouvrage consiste à compenser, à hauteur du double, au moins, des surfaces détruites. Le CGEDD ajoute ainsi que « les maîtres d'ouvrages ont engagé une approche expérimentale, certes pouvant être critiquée, mais courageuse ».

### Manipulation des chiffres
Selon le sénateur EELV Ronan Dantec, opposé au projet, l’État français aurait manipulé les chiffres des gains de temps permis par le projet d'aéroport du Grand Ouest. En octobre 2011, CE Delft, un cabinet néerlandais, a publié une contre-expertise du dossier d’enquête d’utilité publique, contre-expertise financée par les opposants au projet. D'après le cabinet, les méthodes d’évaluation de la « valeur du temps » selon les instructions du ministère des Transports n'ont pas été appliquées. Ainsi, la valeur du temps à l'heure, estimée à 19,25 € selon cette méthode, est passée à 98,10 € dans le dossier d’enquête publique. Cette multiplication par cinq modifie l'équilibre financier du projet, et mène à conclure que l'aéroport de Notre-Dame-des-Landes présenterait un avantage important en matière économique, soit un bénéfice net de 607 millions d'euros. En revanche, en suivant la méthode recommandée par le Ministère des Transports, l'enquête coût-bénéfice donnerait un résultat déficitaire de 91 millions d'euros ; si l'on y ajoute d'autres évaluations moins optimistes (sur les coûts de construction, notamment), ce déficit s'élèverait à 614 millions. Enfin, le cabinet néerlandais propose aussi un chiffrage de l'optimisation de l'aéroport actuel (Nantes-Atlantique), dont le bilan serait un bénéfice compris (suivant les scénarios) entre 106 et 158 millions d'euros.
Dans son étude sur le développement aéroportuaire du Grand Ouest, le CGEDD d'avril 2016, compte tenu de la polémique suscitée, a actualisé les données permettant de réévaluer l’intérêt économique pour le voyageur du projet. Selon la valeur du taux d'actualisation, le cout bénéfice du projet d'aéroport oscille entre 651 M€ et 816 M€ et conclut que le projet présente un bilan largement positif.

### Débats sur les installations aéroportuaires
D'après les documents fournis pour l'instruction des permis de construire du futur aéroport, plusieurs éléments de dimensionnement des installations ont attiré l'attention du Canard enchaîné, : elles totaliseraient 10 000 m2 alors que celles de l'actuel aéroport de Nantes-Atlantique s'étalent sur 11 250 m2. De même, le hall d'accueil serait plus petit et les guichets d'enregistrement seraient moins nombreux, 28 contre 34 actuellement. En revanche, la surface allouée aux boutiques hors taxes et activités commerciales serait, elle, doublée à 2 500 m2 et la salle de livraison des bagages serait aussi plus grande. Enfin, la sécurité pourrait être moindre, la distance séparant les secours (SSLIA) de l'extrémité de la piste étant doublée et la caserne voyant sa surface diminuée, à l'encontre des préconisations émises par la DGAC pour l'aménagement de l'aéroport de Nantes-Atlantique. Vinci a répondu que si l'aéroport était plus petit, il s'agissait d'un « projet évolutif ». Quelques jours plus tard et face aux critiques, la préfecture a souligné le caractère « évolutif » du permis de construire et annoncé que l'instruction de celui-ci était suspendue dans l'attente des recours environnementaux.

### Pantouflages de fonctionnaires
Des opposants dénoncent deux cas possibles de pantouflage liés au projet :
- Bernard Hagelsteen a été préfet du département et a supervisé le projet d'aéroport ; il quitte son poste en juillet 2009. À la suite d'un appel d'offres – pour lesquels sont retenus, en mars 2009, quatre groupements dont Vinci[239] –, le projet est attribué au groupe Vinci en juillet 2010. En 2011, il est recruté par Autoroutes du Sud de la France, puis par Vinci Autoroutes, qui appartiennent au groupe Vinci[240],[241] ;
- Nicolas Notebaert a été conseiller technique au ministère des Transports sous le gouvernement Jospin, où il était spécialisé dans les autoroutes d’Île-de-France jusqu’en 2002. Immédiatement après, il a rejoint le groupe Cofiroute, filiale du groupe Vinci, avant d’être nommé président de Vinci Airports[242].

### Actions en justice
En juillet 2009 et janvier 2010, les recours contre le décret déclarant d'utilité publique la construction du futur aéroport du Grand-ouest et sa desserte routière ont été rejetés par le Conseil d'État,.
En février 2011, trois recours ont été déposés devant le Conseil d'État pour contester le décret du 29 décembre 2010 approuvant le contrat de concession du futur aéroport entre l'État et Aéroport du Grand Ouest (filiale de Vinci). Selon Ouest-France, ces trois recours portent sur :
- le décret, autrement dit l'acte administratif signé du Premier ministre et plusieurs ministres ;
- le plan d'affaires de Vinci (équilibre financier de la concession, estimations de fréquentation) ;
- le cahier des charges de Vinci, annexé au décret.

Selon Les Échos, les recours portent sur le contrat de concession, sur le respect de la loi sur l'eau, sur le manque de mesures compensatoires et sur le refus des pouvoirs publics d'abrogation de la déclaration d'utilité publique. Un autre recours devant la Cour de justice de l'Union européenne a aussi été engagé. Le 13 juillet 2012, le Conseil d'État rejette les recours. Il juge que « la concession d'aménagement respecte les quatre conditions mises par le droit européen pour qu'une subvention ne soit pas constitutive d'une aide d'État. »
Début 2013, d'autres recours administratifs sont en cours d'examen. Enfin, dans son arrêt du 29 janvier, la Cour de cassation, saisie à propos de l'arrêté de cessibilité qui permet l'expropriation des quinze dernières fermes, décide de n'examiner ces pourvois qu'une fois tous les recours épuisés. Selon différents journaux, cela donne un répit d'un à deux ans aux propriétaires non-encore expulsés,. Le syndicat mixte quant à lui a indiqué dans un communiqué qu'il jugeait cette interprétation « très contestable »
En 2014, la Commission européenne est saisie dans le cadre de la procédure EU Pilot de questions relatives à la conformité du dossier avec les directives relatives à la protection de l'environnement, procédure classée sans suite en avril 2017. La Commission a aussi considéré que le projet respecte le droit européen de la concurrence. La commission des pétitions du Parlement Européen a, quant à elle, considéré sans objet une demande de commission d'enquête sur le terrain.
Le 17 juillet 2015, le tribunal administratif de Nantes rejette les 17 recours déposés contre les arrêtés préfectoraux par les opposants dont les arguments reposaient sur la vacuité des mesures promises par Vinci et l’État dans le cadre de la Loi sur l’Eau et la réglementation sur les espèces protégées. À l'issue de ce jugement, le Premier ministre Manuel Valls déclarait dans un communiqué que, « cette décision confirme la parfaite conformité du projet au droit, et le respect des procédures encadrant la réalisation des projets d'infrastructures », et affirmait par la même occasion que celle-ci entraînerait « la reprise des travaux ». Les opposants font appel.
Le 14 novembre 2016, la cour administrative d'appel de Nantes valide définitivement les arrêtés autorisant les travaux.
À la suite de ces décisions de la cour administrative d'appel de Nantes, Corinne Lepage publie une tribune dans Politis dans laquelle elle soupçonne l'existence d'une pression politique ayant influencé ces décisions. En effet, la rapporteure publique, Christine Piltant avait conclu à l'illégalité des arrêtés au regard de la loi sur l'eau et des règles relatives aux espèces protégées. Dans ses conclusions elle avait aussi déclaré : « Peut-on vivre sans aéroport idéal? Oui. Peut-on vivre sans eau? Non. » Or il est rare que la décision d'une juridiction administrative ne suive pas les conclusions du rapporteur public, à fortiori quand elles sont sans équivoque. De plus Corinne Lepage relève qu'en avril 2014, la Commission européenne avait mis la France en demeure pour avoir enfreint la réglementation environnementale communautaire (notamment en ayant fragmenté les études d'impact) et que la CNPN (Commission nationale de la protection de la nature) avait émis un avis défavorable à la demande de dérogation aux règles relatives aux espèces protégées.

### Historique

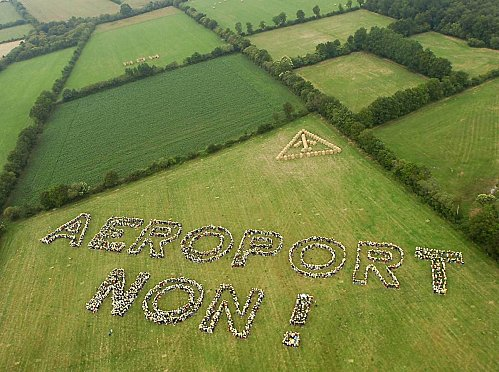
Fresque humaine, juin 2006.

Dès 1972 est créée l’ADECA (Association de défense des exploitants concernés par l’aéroport), qui regroupe les agriculteurs s'opposant au projet d’implantation d’un aéroport à Notre-Dame-des-Landes.
En 2000 est créée l'ACIPA (Association citoyenne intercommunale des populations concernées par le projet d'aéroport de Notre-Dame-des-Landes), à l'initiative de neuf riverains et regroupant en 2011 plus de 3 300 adhérents. Selon l'ACIPA, le projet est incompatible avec les objectifs du Grenelle Environnement et touche la sécurité d'un secteur de concentration industrielle classé Seveso, le projet de piste étant dans l'axe de la raffinerie de Donges et de la centrale thermique de Cordemais.
Le 8 décembre 2007, la « Coordination des associations opposées au projet de nouvel aéroport à Notre-Dame-des-Landes » (À l'est de l'Erdre, Acipa, l’Association pour le développement des carburants agricoles (Adeca), l’Association nantaise déplacement environnement (ANDE), Bien Vivre à Vigneux, Bretagne vivante, Greenpeace 44, la Confédération paysanne, la Fédération nationale des associations d'usagers des transports (FNAUT), Les Alternatifs 44, Les Verts 44, La Ligue pour la protection des oiseaux, MALICE, Natur-Action, Nature Avenir, Solidarités écologie, l’Union pour la démocratie, l’environnement et la solidarité (UDES), Vivre à Treillières) a inauguré un lieu de « résistance » au lieu-dit « les Domaines » à Notre-Dame-des-Landes,,,.
En juin 2009, un collectif d'une quinzaine d'élus qui doutent de la pertinence du projet d'aéroport (CéDpa) envoie un courrier aux élus de la région pour rouvrir le débat et obtenir une étude des solutions de remplacement. Le collectif rassemble finalement cent cinquante élus dont le sénateur du Parti de gauche François Autain, les conseillers généraux Françoise Verchère, Hervé Bocher, Gilles Denigot, Claude Naud ou Marcel Verger, le député Vert François de Rugy, des élus Verts du Conseil municipal de Nantes ou Emmanuelle Bouchaud du Conseil régional. En août 2009, se tient sur le futur emplacement de la piste du projet d'aéroport le premier camp Action Climat français. L'aéroport de Nantes est envahi par deux cents manifestants et des maisons sur les terres du projet, occupées.
En mars 2010 a eu lieu un tour des Pays de la Loire en tracteurs et vélos appelé Tracto-vélo. Des actions plus radicales se produisent en marge du mouvement ; ainsi une caravane de promotion du Parti socialiste est saccagée en août 2011 par 6 opposants au projet munis de cagoules noires.
Vendredi 2 septembre 2011, une dizaine de personnes se sont perchées dans les arbres du square Élisa-Mercœur à Nantes, soutenues par d’autres militants restés au sol afin de protester contre le futur aéroport du Grand-Ouest et contre la restructuration du parc Élisa-Mercœur (impliquant l'abattage de quelques dizaines d'arbres qui seront remplacés), ainsi que contre le bétonnage d’espaces de vie et de partage en général. Le groupe d'intervention de la Police nationale (GIPN) de Rennes intervient à la demande du ministère de l'Intérieur. Un manifestant est accusé mensongèrement de violences sur policier, puis relaxé. Après avoir subi cinq jours d’interruption totale de travail à la suite de la manifestation, il porte plainte pour violences policières et le vol de sa montre. En novembre 2011, plusieurs dizaines de cyclistes et des tracteurs rejoignent Paris pour un défilé réunissant plus de 3 000 participants.

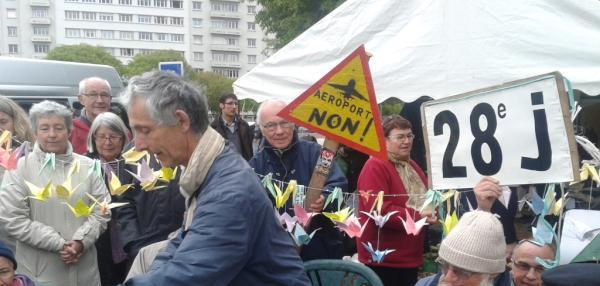
Les grévistes de la faim mangent à nouveau de la soupe après 28 jours.

Le 24 mars 2012, une manifestation réunissant l'ensemble des opposants au projet rassemble 3 000 personnes (selon la police), 10 000 selon les organisateurs et 200 tracteurs dans le centre de Nantes. Un millier de policiers et gendarmes, un hélicoptère et des canons à eau sont mobilisés. Des affrontements éclatent à la fin de la manifestation. Le 11 avril 2012, deux agriculteurs de Notre-Dame-des-Landes entament une grève de la faim sur le pont Morand, à Nantes, devant le monument de la résistance. Le 25 avril, Jean-Marc Ayrault, Jacques Auxiette et Philippe Grosvalet ont écrit aux grévistes de la faim pour leur demander l’arrêt de la grève de la faim et pour leur signifier que la période de débat est close. Le 28 avril, la Fédération nationale des associations d'usagers des transports (FNAUT) Pays-de-la-Loire a apporté une pétition de soutien aux grévistes de la faim contre le projet de nouvel aéroport signée par la FNAUT nationale et l'ensemble de ses représentations locales lors de l'assemblée générale annuelle. Le 8 mai 2012, les deux agriculteurs cessent leur grève de la faim après la signature d'un accord avec une délégation du Parti socialiste de Loire-Atlantique. Les expulsions des terres sont arrêtées le temps que tous les recours juridiques en cours soient examinés par les différentes cours de justice auprès desquelles ils ont été déposés.
Du 7 au 11 juillet 2012, les zadistes accueillent le deuxième Forum Thématique Européen contre les Grands Projets Inutiles Imposés, dans le cadre du Forum Social Mondial. Ce Forum fait le lien entre la lutte locale et d'autres luttes comme celle du Mouvement No TAV en Italien et la Charte d’Hendaye dans laquelle il s'inscrit. C'est depuis cette date que le terme de Grands Projets Inutiles s'est introduit dans le débat politique.[réf. nécessaire] Le 16 octobre 2012, les forces de l'ordre procèdent à une évacuation des squats d'opposants au nouvel aéroport, six maisons et plusieurs cabanes jugées illégales sont détruites. C'est l'opération César.

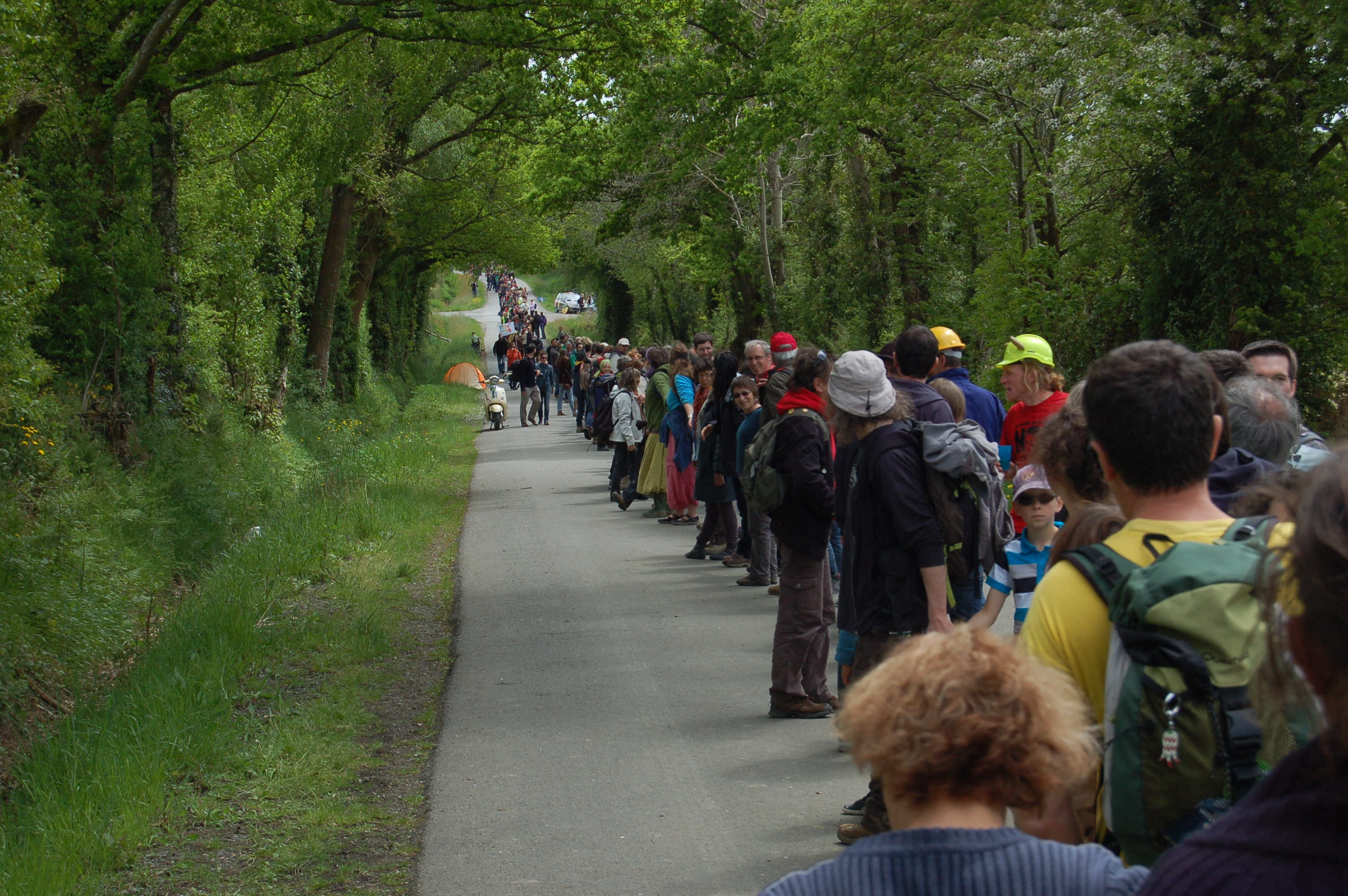
Chaîne humaine du 11 mai 2013, autour de la ZAD.

À la suite de l’opération César, de nombreuses dégradations de locaux du Parti socialiste ont lieu en France, notamment à Paris, Angers, Arles, Besançon, Bordeaux, Brest, Dijon, Douarnenez, La Rochelle, Limoges, Rennes, Millau et Tulle,. Le 29 janvier 2013, les juges de la 3e Chambre civile donnent raison aux propriétaires et exploitants agricoles en décidant de mettre en attente le dossier jusqu'à la fin des autres recours. Cette juridiction ne se prononcera pas avant deux ans et demi, selon les avocats, qui saluent une victoire des expropriés contre « la volonté de Vinci de passer en force sans laisser le temps aux juridictions de se prononcer ». Le 20 février 2013 la commission européenne demande au gouvernement français des explications et des documents « sur de possibles infractions au droit communautaire ». À l'issue de l'examen du dossier et tout en se réservant « la possibilité de suivre de très près les dernières décisions », la commission a conclu « qu'il ne lui semblait pas indiqué, à ce stade, d'ouvrir une procédure d'infraction formelle ».
Dans un article paru dans le journal Le Monde du 9 mars 2013, le président de la commission du dialogue, Claude Chéreau, par ailleurs président de la commission des comptes de l'agriculture de la nation, avoue son « scepticisme ». Il explique ainsi que « tout dossier qui attend une trentaine d'années perd beaucoup de ses possibilités de conviction ». Il rappelle néanmoins que « ce sera au gouvernement de décider ». Le 11 mai 2013, une chaîne humaine visant à encercler la zone d'aménagement différé (ZAD) — soit environ 25 kilomètres — rassemble 12 000 personnes selon la préfecture, 40 000 selon l'ACIPA, l'un des organisateurs de l'événement. Le week-end du 3 et 4 août 2013, le rassemblement festif et militant regroupe de 17 000 à 40 000 autour de concerts, débats et occupation du ciel par des cerfs-volants. À l'automne 2013, un comité de professionnels de la protection de la nature et près de 200 naturalistes se rassemblent sous le nom de « naturalistes en lutte » pour réaliser un inventaire précis des espèces naturelles protégées sur le territoire du projet. Quarante-neuf mares et plusieurs dizaines d'espèces non répertoriées sont alors identifiées par le comité des « naturalistes en lutte »

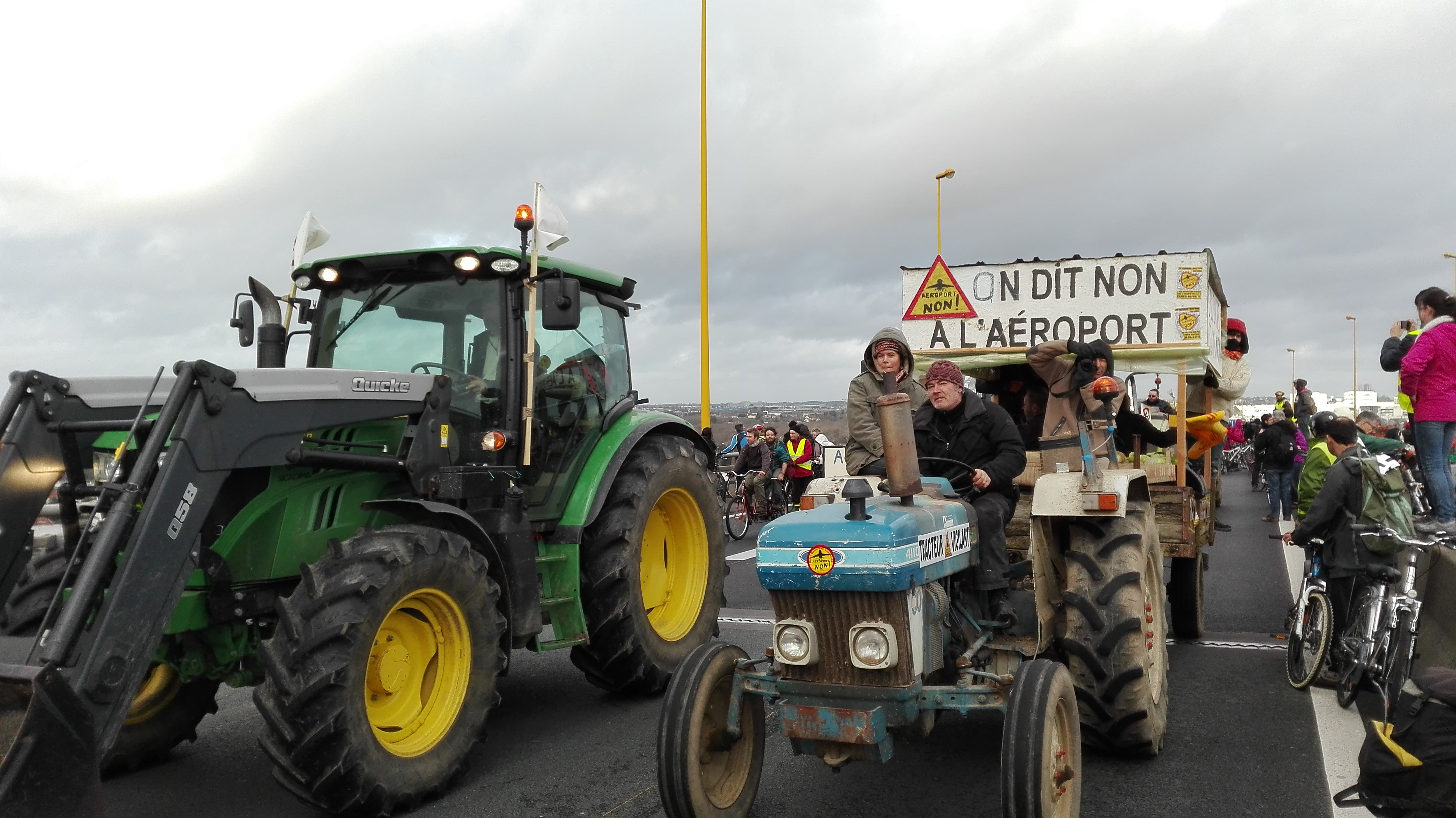
Manifestation de janvier 2016 sur le pont de Cheviré, à Nantes.

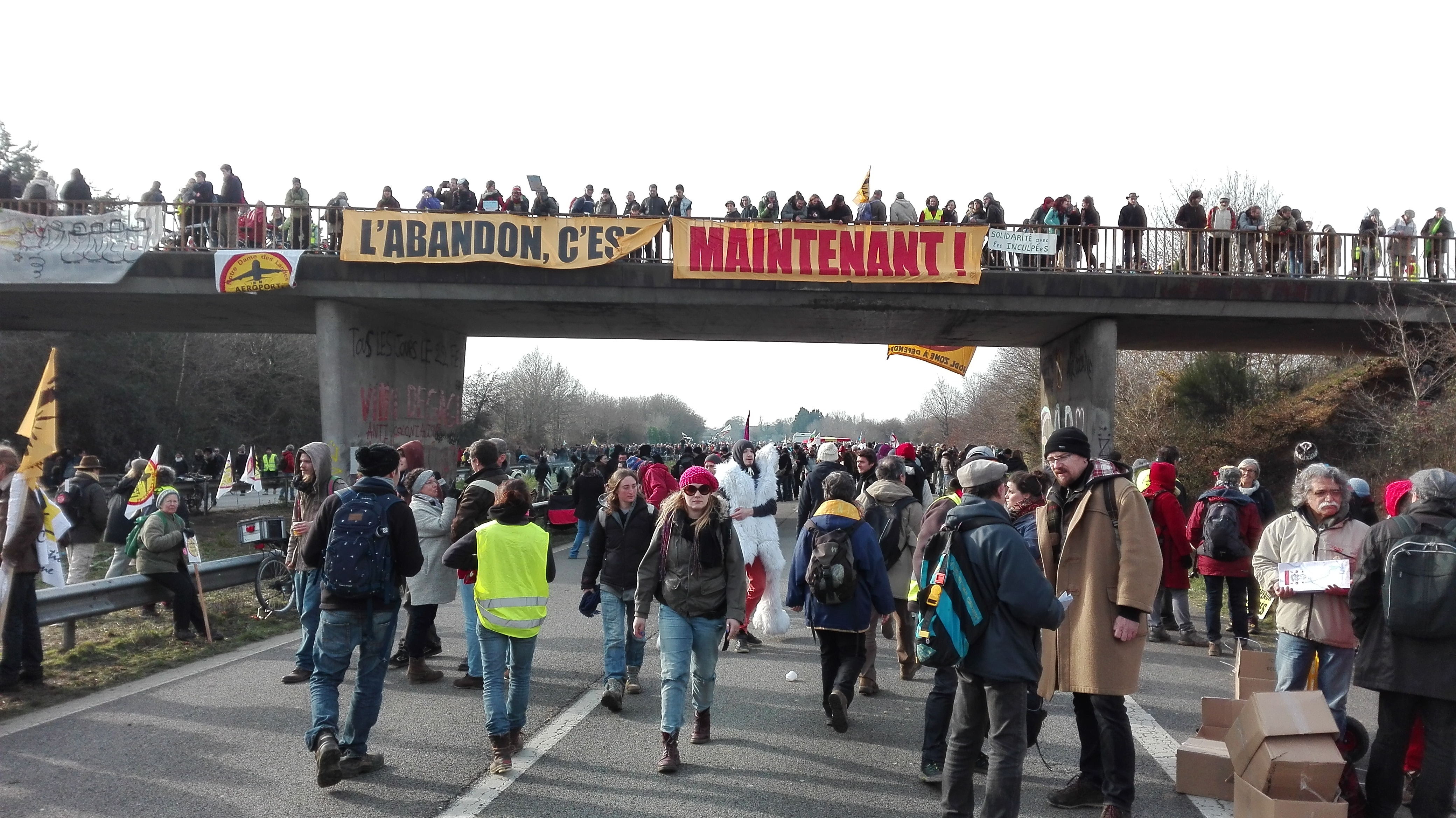
Manifestation de février 2016 sur la RN 165, près de la ZAD.

Le 22 février 2014, une manifestation contre l'aéroport rassemblant entre 20 000 et 60 000 personnes, dégénère dans le centre-ville de Nantes. Le 24 juin 2014, un collectif d'architectes, commandité par l'association d'élus, le CeDpa, réalise une étude alternative pour montrer les possibilités d'optimisation de l'aéroport existant de Nantes-Atlantique. Cette étude contredit le rapport réalisé par la DGAC de novembre 2013 pour l'évaluation du réaménagement de Nantes-Atlantique dans le scénario d’un maintien de l’activité. L'étude des architectes montre que le rapport surévalue les surfaces et les coûts du réaménagement (par exemple des surfaces de parking aéronefs de 16 400 m2 au lieu de 5 200 m2, ou une construction de chenil pour 600 000 €). Le week-end des 5 et 6 juillet 2014, un nouveau rassemblement festif regroupe jusqu'à 22 000 personnes (selon les organisateurs) sur le site de Notre-Dame-des-Landes. En décembre 2014, le collectif d'architectes s'associe au collectif de pilotes et fonde un atelier d'experts citoyens. Ils lancent un appel pour rassembler l'ensemble des compétences pouvant définir des alternatives au projet d'aéroport, et notamment l'optimisation des infrastructures existantes. Cet Atelier Citoyen se rassemble pour la première fois le 12 décembre 2014. Il regroupe au cours de l'année 2015 jusqu'à 120 participants et commence à diffuser ses conclusions et les alternatives possibles à partir de l'été et l'automne 2015 sous forme de cahiers thématiques et notamment sur le bruit aérien et les trajectoires d'avions, sur l'aérogare, les transports en commun, etc.
Le week-end des 11 et 12 juillet 2015, plusieurs milliers d'opposants se rassemblent à Notre-Dame-des-Landes sous la bannière "Chauffe la lutte pas le climat" en référence à la COP21
Le 9 janvier 2016, une manifestation a lieu sur le périphérique nantais et sur le pont de Cheviré, rassemblant entre 5 000 et 20 000 personnes. Le 27 février 2016, entre 15 000 et 50 000 personnes manifestent pour affirmer leur opposition au projet sur les routes nationales 137 et 165, là où est prévue la construction de deux échangeurs routiers desservant le futur aéroport, à proximité de la ZAD.

#### Occupation de la ZAD durant la DUP (2008-2018)

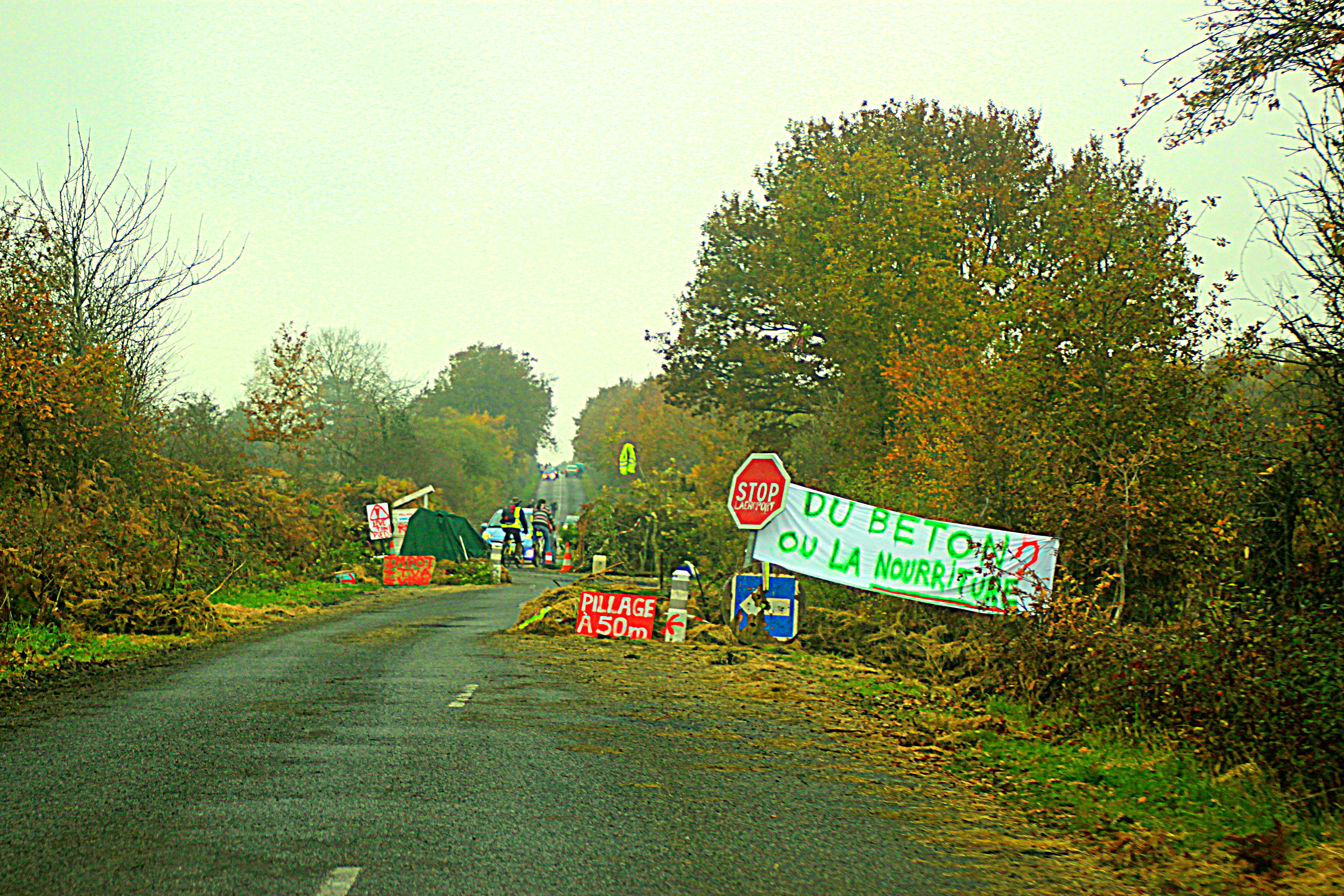
La route départementale 281 qui traverse la lande est parsemée de chicanes, de barrages ou de carcasses de véhicules, ce qui lui vaut d'être parfois rebaptisée « route des chicanes » ou « Mad Max Road ».

La zone d'aménagement différé (ZAD) du projet d'aéroport dénommée « Zone à Défendre » par les groupes d'opposants internationaux qui occupent illégalement les nombreuses habitations délaissées commence à être occupée en 2008 et ce mouvement s’amplifie en 2009 après le Camp Action Climat. Ils souhaitent « profiter d’espaces laissés à l’abandon pour apprendre à vivre ensemble, à cultiver la terre, à être plus autonomes vis-à-vis du système capitaliste. »
De 2008 à 2012, selon la Fédération anarchiste, « cette ZAD est aussi devenue, depuis plus de trois ans, le lieu d’expériences alternatives et autogérées très intéressantes pour plus d’une centaine de personnes y résidant et pour les milliers qui y sont passées, appréciant la créativité : terres maraîchères défrichées collectivement, construction de cabanes, de fours à pain, cuisines collectives, rencontres, échanges de savoir (de la sérigraphie à la découverte des plantes sauvages comestibles), concerts à prix libre, radio locale (Radio Klaxon), revue (Lèse béton), etc. ».
Cependant, la présence de certains squatteurs ne semble pas être du goût de certains riverains (y compris ceux opposés au projet), lesquels se plaignent de dégradations, de vols, de violation de propriété privée, d'insultes, de menaces… commis par les « zadistes » les plus radicaux. Dans un courrier adressé le 14 janvier 2013 au préfet de Loire-Atlantique, la société des chasseurs de Vigneux-de-Bretagne exprime son « ras-le-bol général », accusant notamment ces éléments incontrôlables : de couper des arbres sur des propriétés privées sans autorisation, de dégrader les pelouses, faire leurs besoins dans les miradors de chasse tout en les dégradant, de crever les pneus des remorques destinées au ramassage du bois, de couper les clôtures pour passer au travers de propriétés privées, ou de laisser leurs véhicules et vélos dans les chemins,.
Au matin du 28 avril 2015 au nord de Vigneux-de-Bretagne, un enseignant-chercheur et deux stagiaires du laboratoire Gecco (Groupe écologie et conservation des vertébrés) de l'université d'Angers, missionné par Vinci pour étudier le triton marbré, ont été intimidés et ont vu leur véhicule dégradé par une dizaine de personnes cagoulées, et le lendemain un communiqué a été publié sur le site des occupants de la ZAD menaçant de représailles ceux qui travailleraient pour Vinci,.

##### OpérationCésar
Le 16 octobre 2012, l'opération César est lancée. Elle consiste à déloger les squatters de la ZAD et leurs soutiens. Plus de 1 200 gendarmes et policiers interviennent, appuyés par deux hélicoptères. Néanmoins, la résistance des squatters est telle que l'opération n'a qu'une portée limitée, permettant de dégager quelques points d'accès mais semblant augmenter la sympathie pour le mouvement des opposants à l’échelle nationale,,.
En réaction, une manifestation de « réoccupation » mobilise le 17 novembre 2012 des opposants sur les lieux ; l'étendue de la manifestation est disputée, car là où l'ACIPA affirme que 40 000 personnes sont présentes, José Bové suggère 20 000 ou 30 000, et la préfecture de Loire-Atlantique décompte « 4 500 personnes dans le cortège et 13 500 si on compte l'ensemble des personnes qui se trouvent dans le secteur »,.

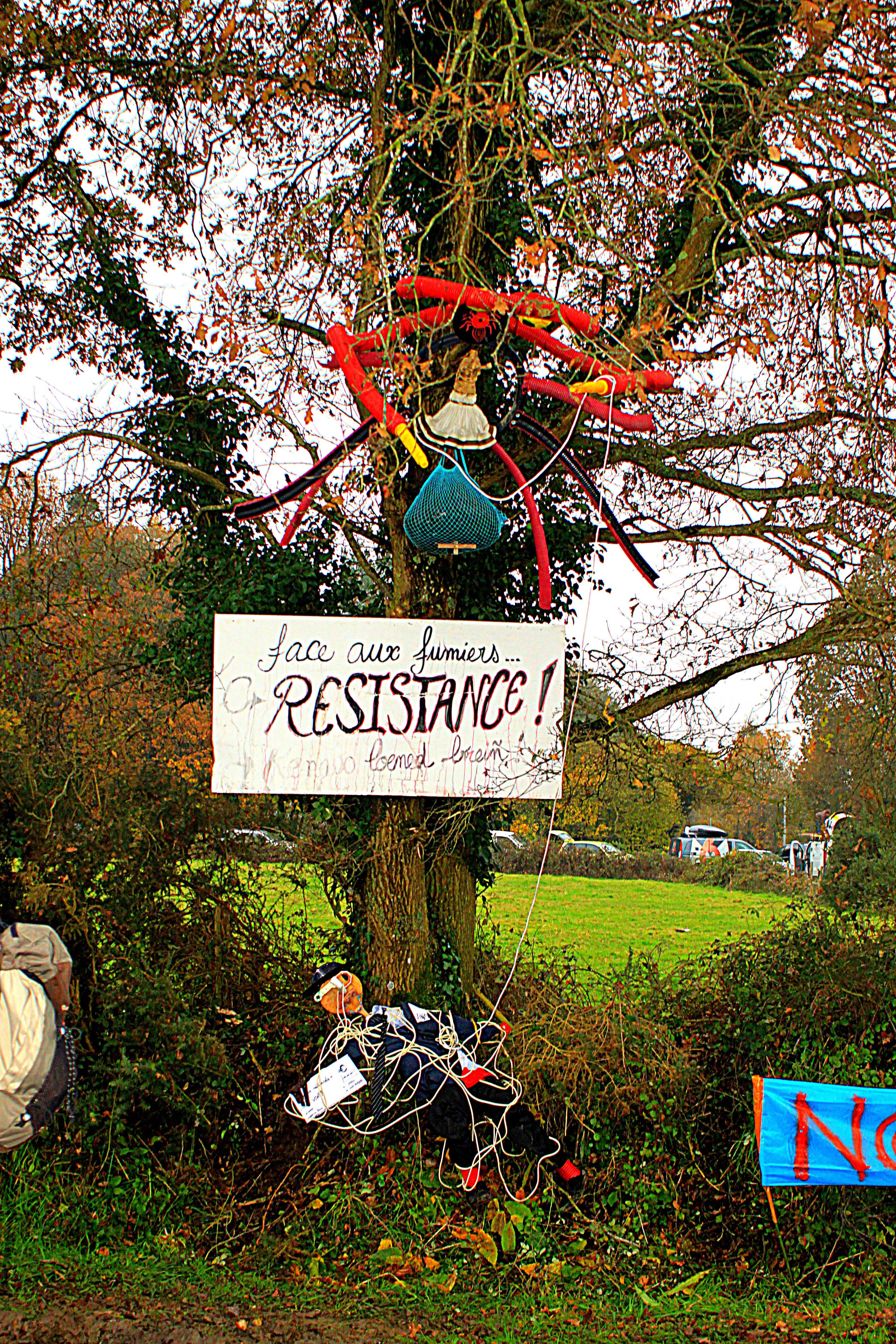
Allégorie.
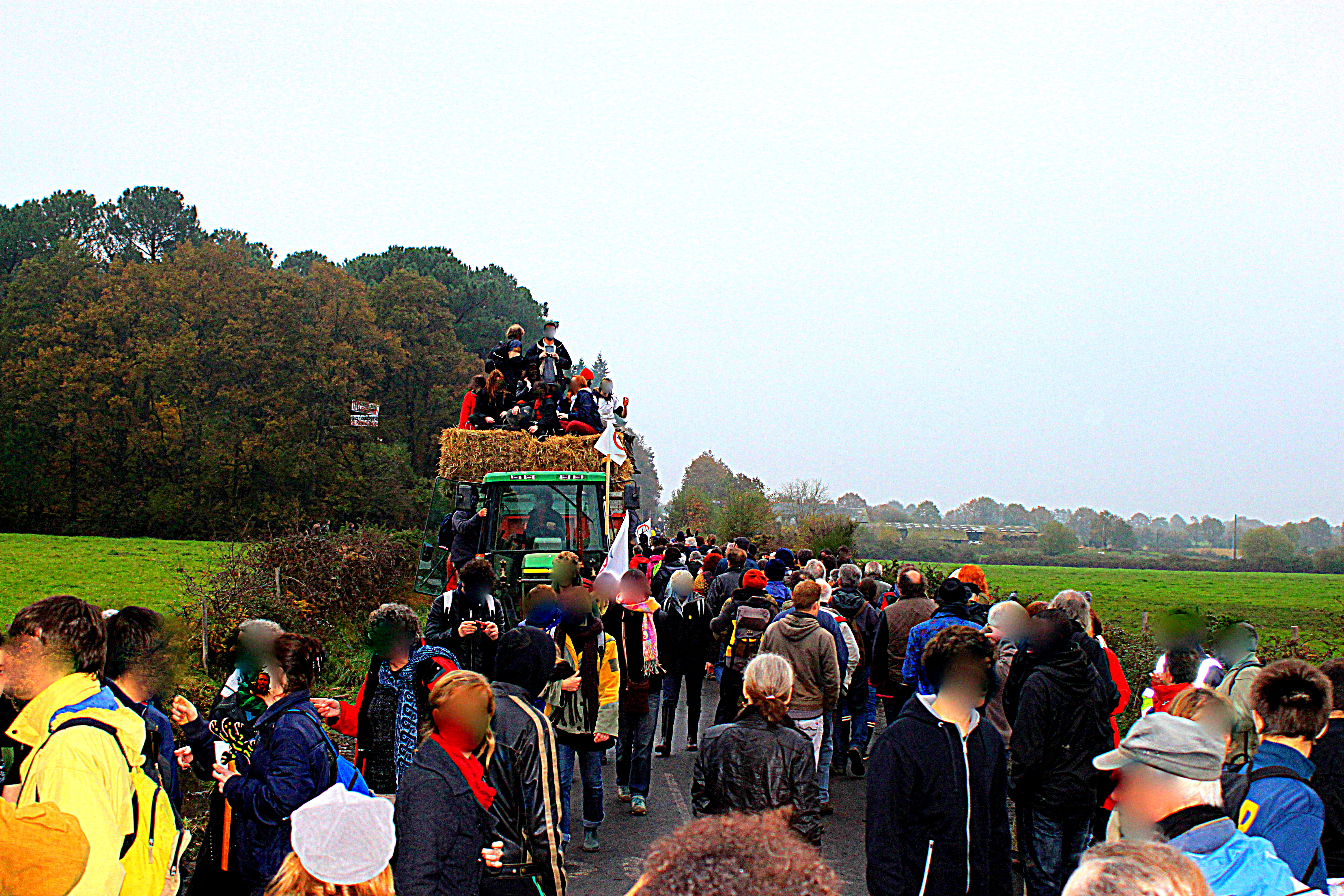
Une partie de la mobilisation, le 17 novembre 2012, à Notre-Dame-des-Landes.
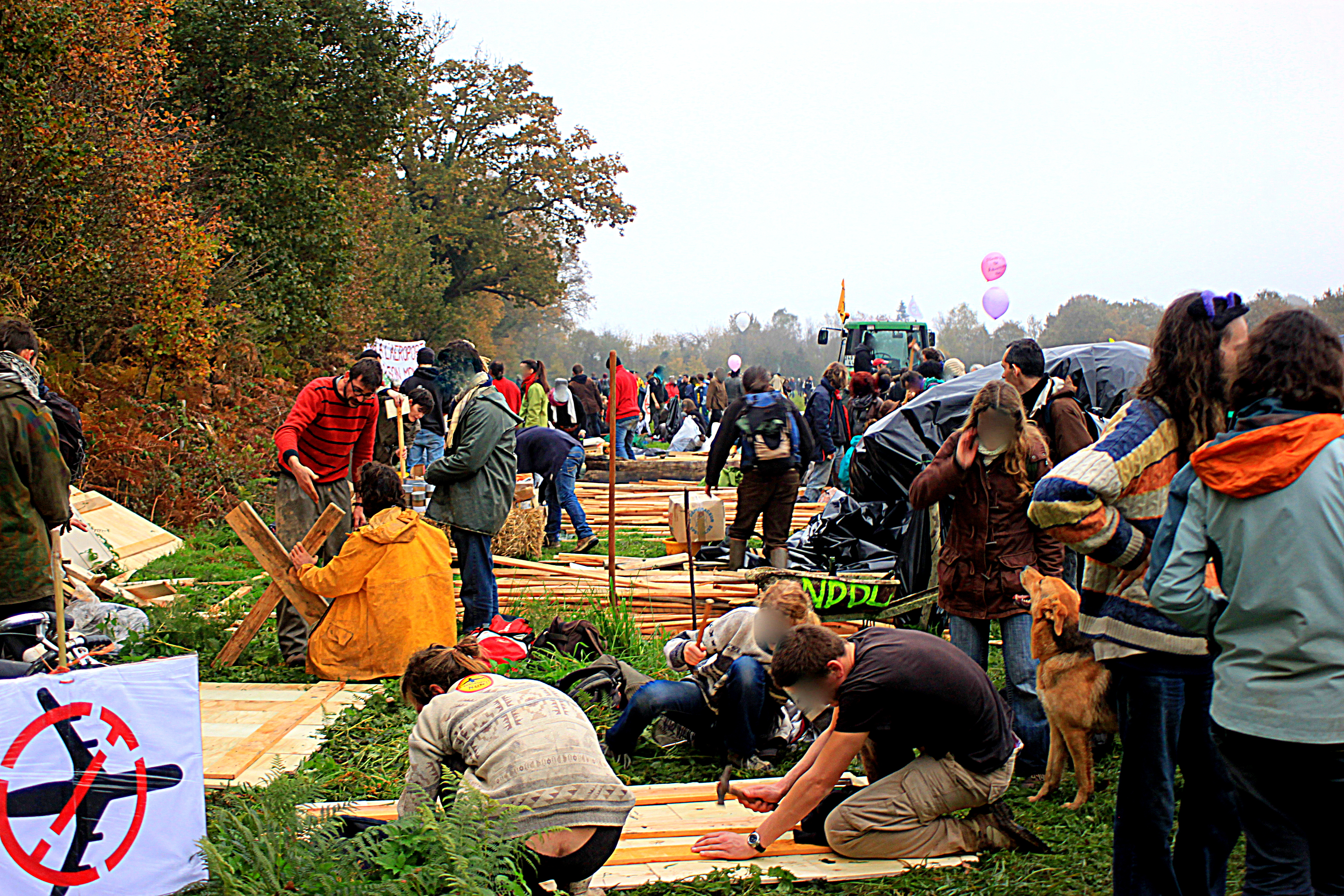
Volontaires préparant une des cabanes de la ZAD de Notre-Dame-des-Landes, le 17 novembre 2012.
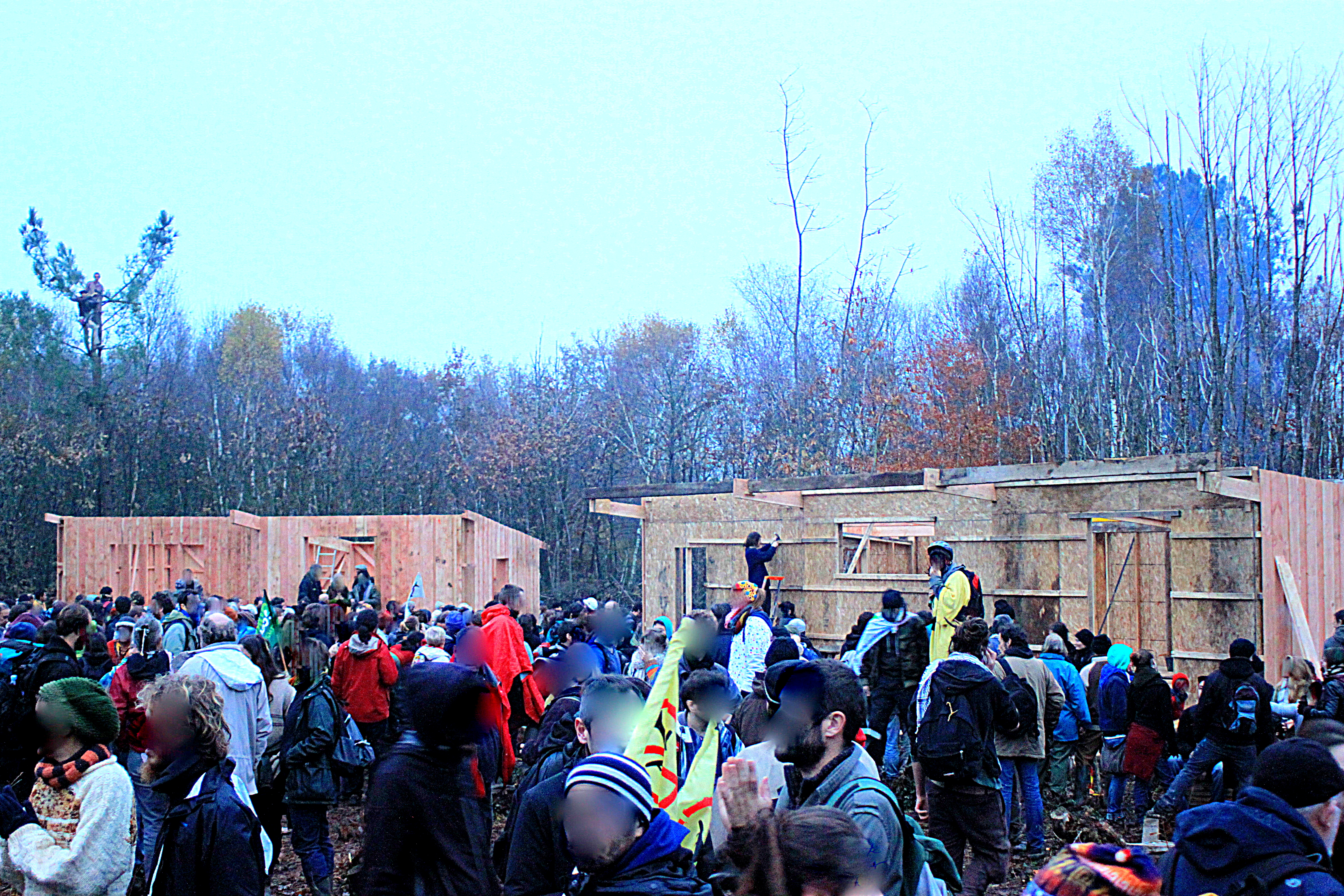
Construction des cabanes d'occupation de la ZAD, le 17 novembre 2012.
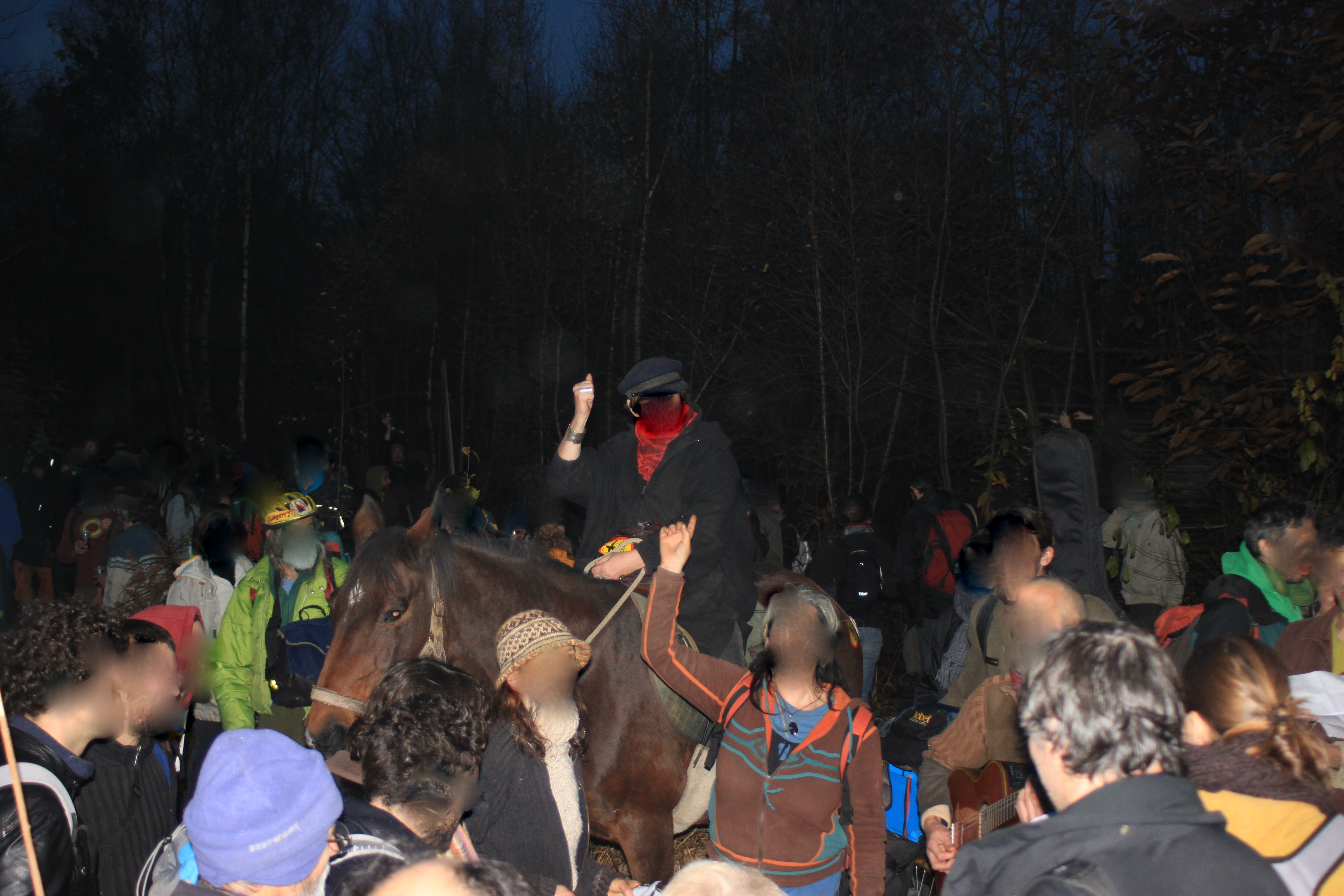
Contestation en chanson, le 17 novembre 2012, à la ZAD de Notre-Dame-des-Landes.

##### Opérations du 23 au 24 novembre 2012
Le 23 novembre 2012, environ 500 gendarmes mènent une opération d'évacuation, visant à déloger les squatters de trois sites (Le Rosier, la Lande de Rohanne et la Châtaigneraie) occupés illégalement depuis plusieurs mois. Le préfet déclare que cette opération vise également à empêcher la reconstitution d'un camp retranché, et la fortification de celui-ci.
Le vendredi 23 novembre au matin, les gendarmes investissent tous les sites occupés illégalement par les squatters. Les gendarmes leur donnent 40 minutes pour quitter les lieux, sans résultat. La gendarmerie doit encore franchir des tranchées et des barricades de plus de 2,5 mètres de haut pour neutraliser les squatters les plus violents et détruire les squats,.
Le même jour dans la soirée, une manifestation spontanée est organisée par des opposants dans le quartier des ministères à Paris. Ce défilé pacifique faisait suite à un rassemblement officiel devant l'Assemblée nationale en fin d'après midi ; 77 personnes sont arrêtées rue du Bac et emmenées dans des cars de police pour un contrôle d'identité, dans le calme, et relâchées vers les 22 heures.
Le 24 novembre, les heurts se poursuivent dans la zone du projet de l'aéroport. Huit squatteurs sont interpellés et deux d'entre eux et un gendarme sont blessés au cours des affrontements. Trois ministres du gouvernement Ayrault, Delphine Batho (Écologie), Frédéric Cuvillier (Transport) et Stéphane Le Foll (Agriculture), ont confirmé dans un communiqué commun « la nécessité de poursuivre le déroulement du projet de transfert de l'aéroport de Nantes-Atlantique » sur le site de Notre-Dame-des Landes.
L'après-midi, une manifestation réunissant au moins 2 000 opposants défile dans Nantes, avant de se diriger vers la préfecture, où des heurts éclatent avec les CRS. Ceux-ci ont repoussé les opposants avec l'usage de lances à eau. Un CRS a été hospitalisé après avoir reçu un pavé au visage. Dans la même après-midi, près de 90 militants ont manifesté à Bordeaux, et ont bloqué le pont de Pierre pendant plusieurs minutes. Le jour même, Jean-Marc Ayrault annonce la mise en place d'une « commission de dialogue » afin « d'entendre toutes les parties prenantes […] dans un souci d'apaisement. » Il annonce également qu'aucune opération de défrichement ne serait entreprise avant la conduite d'études complémentaires
Selon la ZAD, lors des deux jours d'affrontements, une trentaine de squatters auraient été blessés gravement. Des grenades assourdissantes ont été utilisées, plusieurs squatters se retrouvent avec des éclats de grenades logées dans le corps. Deux blessés ont notamment chacun 10 éclats de grenades dans les jambes. Un autre squatter a été atteint de surdité brutale et a une plaie au tympan. D'autres ont des éclats aux bas-ventre. Un squatter risque également de perdre un œil. Des flash ball ont également été utilisées à faible distance entraînant plusieurs côtes brisées chez des opposants.
À la suite de ces opérations, le syndicat de policiers Unité SGP Police-Force Ouvrière se plaint des conditions de travail des CRS, de la violence des squatters et critique la gestion trop centralisée du dossier.

##### Tentative de dialogue
Les affrontements continuent jusque tard dans la nuit du samedi 24 au dimanche 25 novembre 2012. Au lendemain de l'annonce de la mise en place d'une commission de dialogue par Jean-Marc Ayrault, les gendarmes mobiles, moins nombreux, se tiennent à distance. Les anti-aéroport dénoncent « une centaine de blessés » dans leur camp. Le dimanche 25 novembre, des élus enchaînés devant la préfecture de Nantes exigent un rendez-vous avec le préfet pour obtenir « l'arrêt complet des opérations policières sur le terrain, préalable nécessaire à toute ouverture de dialogue. »
Le 26 novembre, la préfecture de Loire-Atlantique annonce qu'elle s'engage à retirer les gendarmes mobiles du site de l'aéroport en échange du gel des constructions illégales. L'idée est rejetée par les squatters. Les heurts se sont également poursuivis, avec l'assaut d'une barricade par les gendarmes, dont certains en civil, infiltrés parmi les squatters. La prise de la barricade s'est soldée par l'interpellation de quatre squatters et un blessé parmi les gendarmes en civil.
Le 27 novembre, le Conseil économique, social et environnemental régional (CESER) des Pays de La Loire vote à 83 % le transfert de l'aéroport de Nantes à Notre-Dame-des-Landes, alors que de nouvelles manifestations de soutien se sont tenues en diverses régions de France. À Pontivy, 85 personnes se sont rassemblées pour manifester leur opposition au projet, et à Millau, une cinquantaine de personnes ont occupé la mairie. Le même jour, le syndicat Unité SGP Police (Force ouvrière) dénonçait sur sa page Facebook la gestion du dossier et la fatigue des effectifs de police sur place.
Dans la sphère politique, EELV demande au gouvernement le retrait des forces de police du site. Dans le même temps, on apprend que, dans une interview accordée au magazine Le Point à paraître le 29 novembre, Jean-Marc Ayrault demande aux élus écologistes de choisir entre le soutien au gouvernement et celui aux « anarcho-autonomes qui font de la casse à chaque sommet international ».
Le 10 décembre 2012, le tribunal de grande instance de Saint-Nazaire autorise la destruction des squats construits sur le site de la Châtaigneraie. Le 11 décembre, il ordonne l'expulsion des squatters occupant le site. Le 12 décembre, selon la préfecture, plusieurs dizaines de squatters ont tendu deux guet-apens aux gendarmes, à l'aide de frondes et de cocktails Molotov. Le week-end du 15 et du 16 décembre, des affrontements sporadiques ont lieu entre environ 150 « zadistes » et les forces de l'ordre, faisant un blessé parmi les zadistes.

#### Pénalisation et poursuite des opposants
La section nantaise de la Ligue des droits de l’homme (LDH) dénonce la façon dont les manifestants sont criminalisés sur le dossier de Notre-Dame-des-Landes. Selon la LDH-Nantes, la présence policière est disproportionnée lors de manifestations contre le projet d’aéroport de Notre-Dame-des-Landes et sur la zone concernée par le projet. Le média écologiste et militant Reporterre émet un jugement semblable en juillet 2014, dénonçant des condamnations à de la prison ferme « à partir de dossiers pourtant peu étayés ».
Sylvain Fresneau, agriculteur, président de l'ADECA qui lutte contre l’aéroport de Notre-Dame-des-Landes, participait à une manifestation, le 21 juin 2012, devant la mairie de Notre-Dame-des-Landes. Alors que Sylvain Fresneau affirme qu’il se contentait de manœuvrer avec son tracteur, il est accusé de violences sur les gendarmes de l’escadron mobile de Luçon, « avec usage ou sous la menace d’une arme ». L’engin agricole et la remorque ont été confisqués pour les besoins de l’enquête. Les opposants à l’aéroport, parmi lesquels le syndicat agricole français Confédération paysanne, demandent la restitution du matériel agricole, outil de travail indispensable en période de moisson et de foin.
Trois opposants ont déjà été condamnés à de la prison ferme, respectivement 6, 5 et 2 mois. En outre, les nombreuses peines avec sursis s'accompagnent bien souvent d'interdiction de territoire sur le département Loire-Atlantique. Environ 300 opposants au projet d'aéroport de Notre-Dame-des-Landes ont manifesté le 29 décembre 2012 devant la maison d'arrêt de Nantes-Carquefou afin de les soutenir.

#### Tensions au sein du gouvernement
Le projet cristallise des tensions au sein du gouvernement de gauche issu des élections présidentielles et législatives de 2012. Jean-Marc Ayrault, Premier ministre qui fut conseiller général de Loire-Atlantique et maire de Saint-Herblain dans les années 1970-1980 puis maire socialiste de Nantes de 1989 à 2012, soutient fortement le projet. L'écologiste Cécile Duflot s'oppose en revanche au projet pendant les élections et maintient son opposition une fois devenue ministre du gouvernement Ayrault.
Les opposants adoptent le sobriquet d' « Ayraultport » pour désigner le projet, y accolant ainsi le nom du Premier ministre,.
Lors de la manifestation du 17 novembre 2012, « une importante délégation de parlementaires Europe Écologie Les Verts (EELV) » participe aux côtés de citoyens venus de toute la France mais aussi de l'étranger, d'anarchistes, de personnalités politiques d'extrême-gauche et centristes, et d'agriculteurs, alors que le ministre EELV délégué au Développement Pascal Canfin refuse de manifester au nom de la solidarité avec le gouvernement et qu'Harlem Désir, premier secrétaire du Parti socialiste, affirme qu'un « parti de la majorité gouvernementale ne devrait pas s'impliquer dans des manifestations qui prennent pour cible le Premier ministre ». Pour sa part, le président de la République François Hollande affirme « je fais en sorte que tous les recours puissent être traités par une justice indépendante… Mais, en même temps, il y a aussi la force du droit et la primauté de la volonté, non seulement de l’État mais aussi des élus, et au-delà même des alternances politiques ».

### Filmographie
- Le Dernier Continent, documentaire de Vincent Lapize, A perte de vue & Réel Factory, 77 min, 2015
- Le tarmac est dans le pré, documentaire de Thibault Férié, diffusé en octobre 2013 sur France 3.
- Des tracteurs contre des avions, documentaire de Christian Baudu. Canal automedia NopubNosub, janvier 2013 [voir en ligne].
- Notre-Dame des Luttes !, documentaire de Jean-François Castell, Les films du rocher, 52 min, sorti en décembre 2012. Visible gratuitement en ligne légalement [voir en ligne].
- Notre-Dame-des-Landes, au cœur de la lutte, documentaire de Pierrick Morin, 70 min, sorti en mars 2012. Visible gratuitement en ligne légalement [voir en ligne].

### Débats dans lesmédias
- France Culture avec la revue Z « Un aéroport en vert et contre tout » (2010). Reportage sur 40 ans de lutte à Notre-Dame-Des-Landes (numéro 4)  (ISSN 2101-4787)
- France Culture : l'émission Terre à terre a consacré un numéro à l'opposition au projet, le 27 octobre 2012
- « Ces aéroports qui coûtent cher et ne servent presque à rien » (Basta mag, 16/11/2012)
- Débat « L'aéroport Notre-Dame-des-Landes doit-il aller au diable ? » Service public (émission) 20/12/2012
- L'émission de radio Là-bas si j'y suis de France Inter a diffusé plusieurs reportages radio d'environ 1 heure : « Les vaches n'aiment pas l'avion » : 1/2 2/2 (08/11/2012 et 09/11/2012), « Des buissons pas des avions » (19/11/2012), Narita, Notre-Dame-des-landes (22/01/2013, comparaison avec l'opposition qui eut lieu contre l'aéroport international de Narita au Japon).
- Jean Lebrun, Gaetano Manfredonia, Les anarchistes et l'écologie, La Marche de l'Histoire, 16 février 2015, écouter en ligne.

### Jeu de société
- Zone à défendre, le jeu de la ZAD : jeu coopératif distribué et publié sous licence Créative Commons, distribué en 2017